# 霜

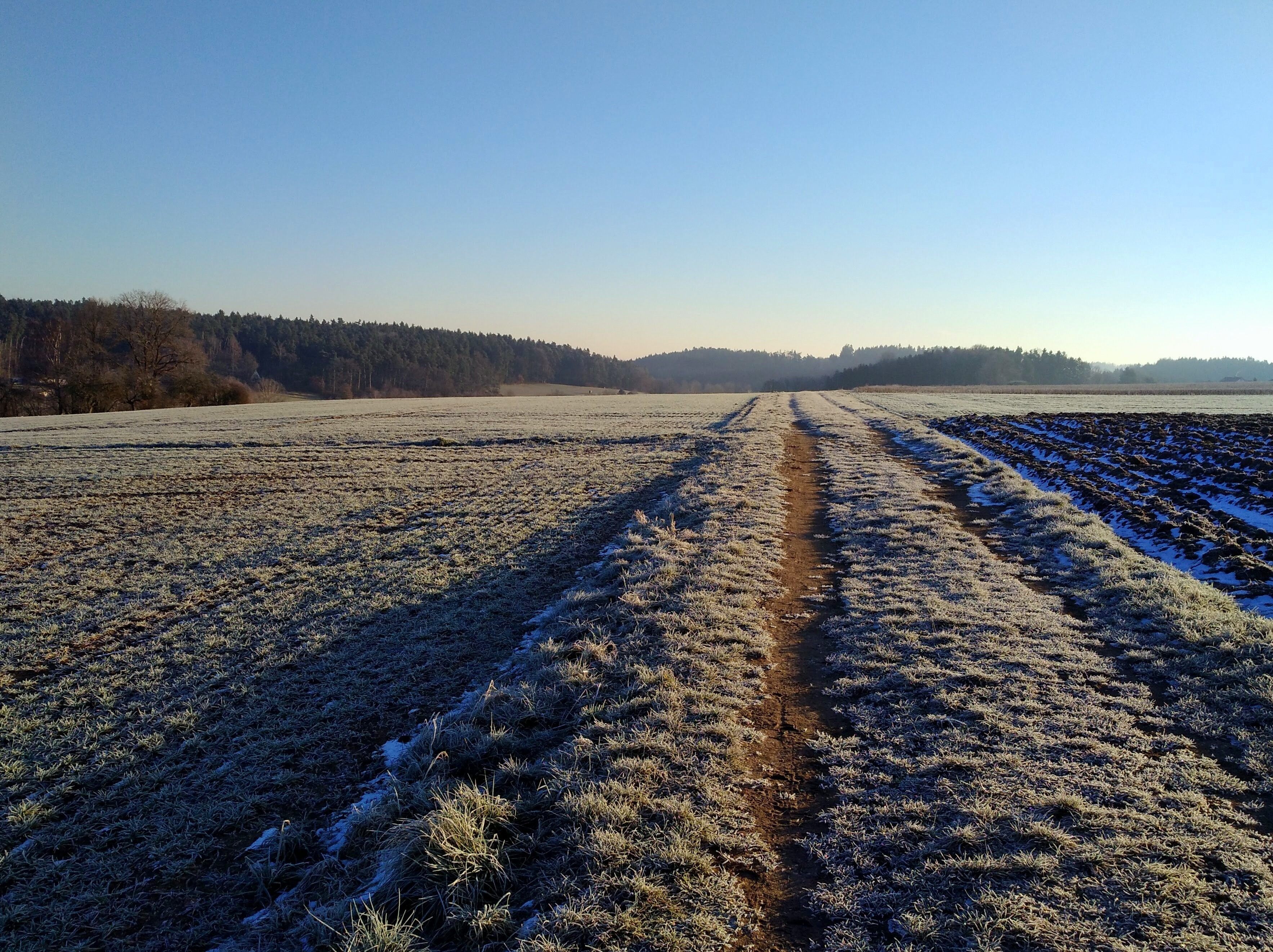
霜が降りた朝

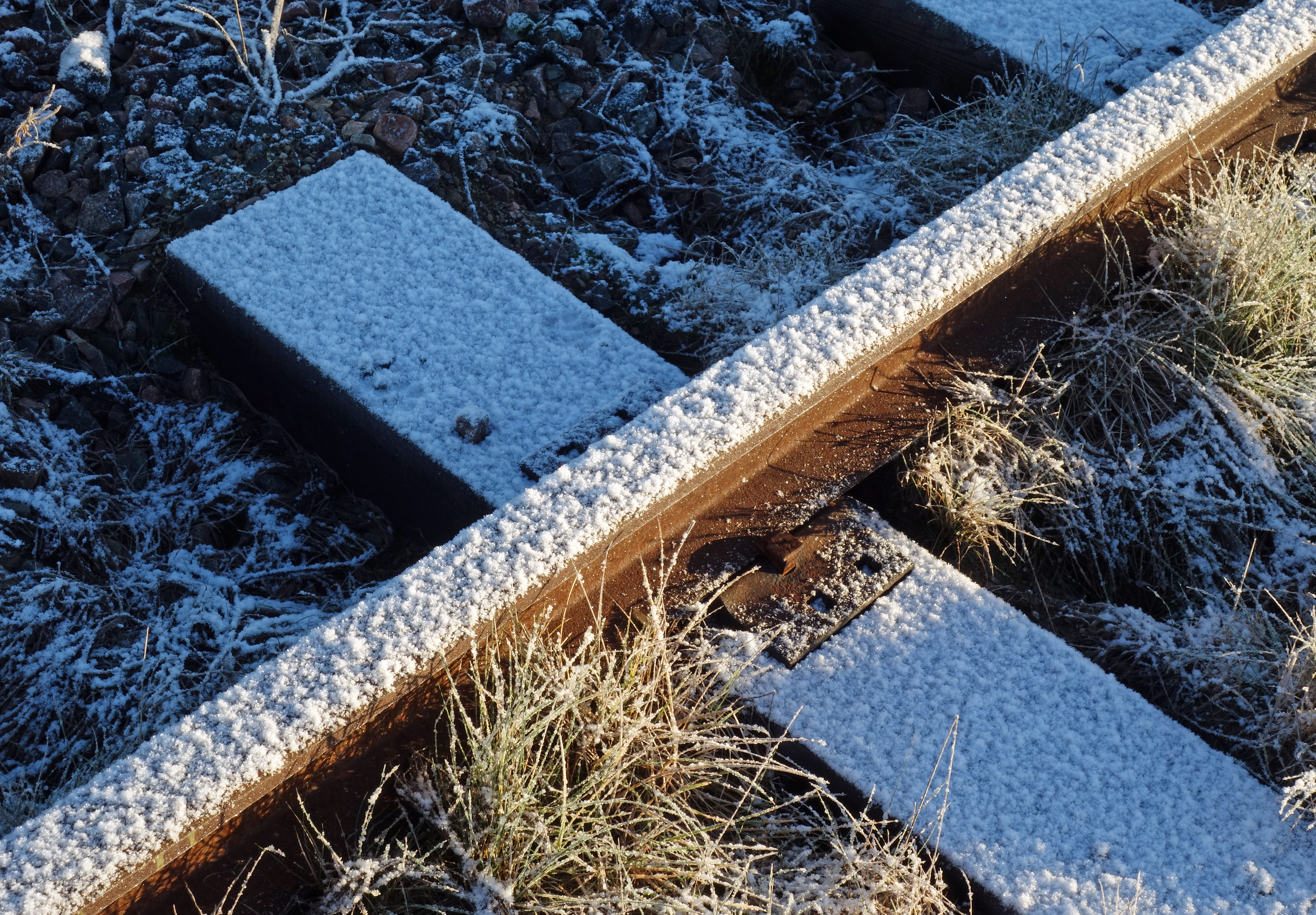
地面の物体に霜が付いている

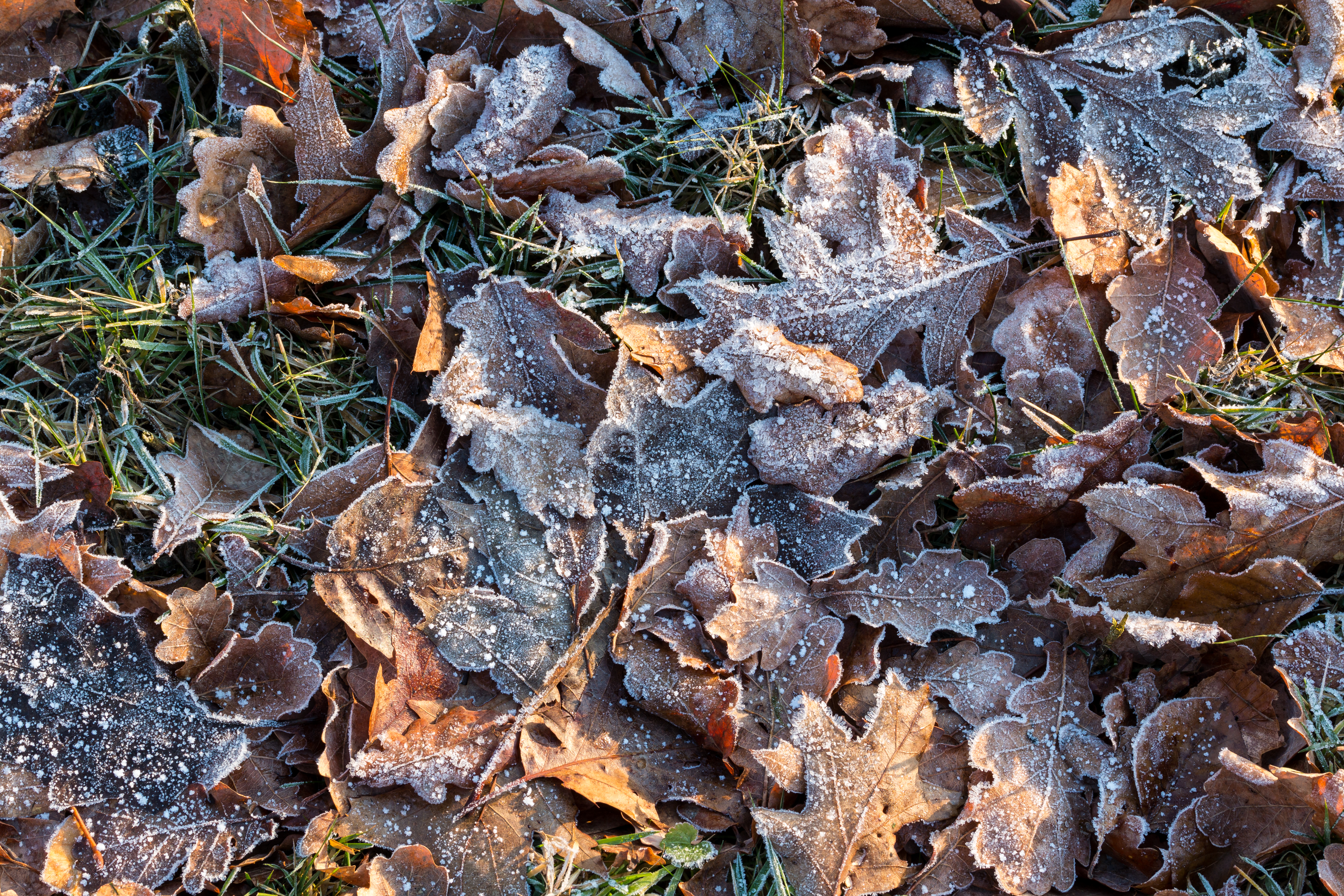
霜が付いた落ち葉

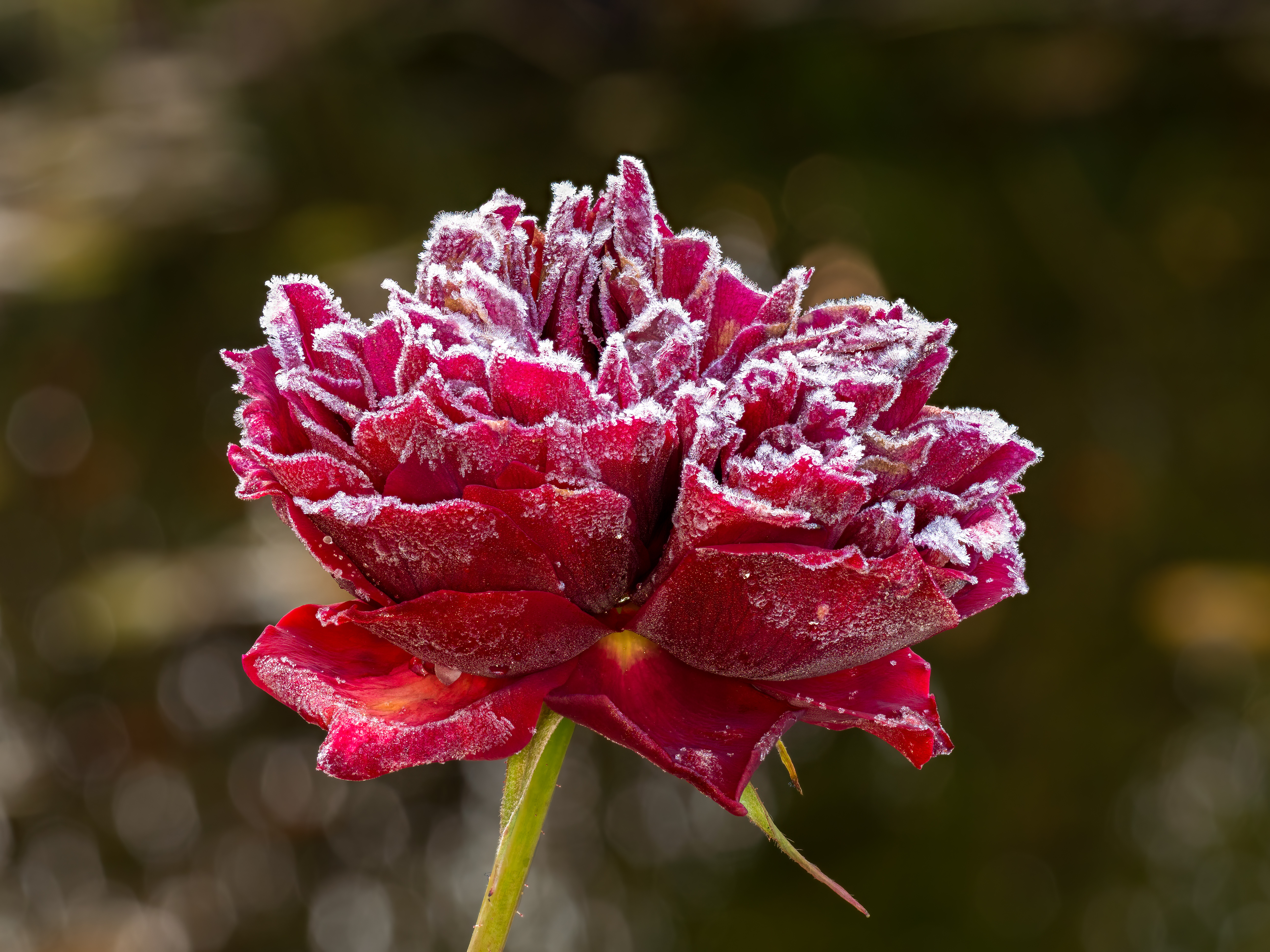
霜が付いたバラの花

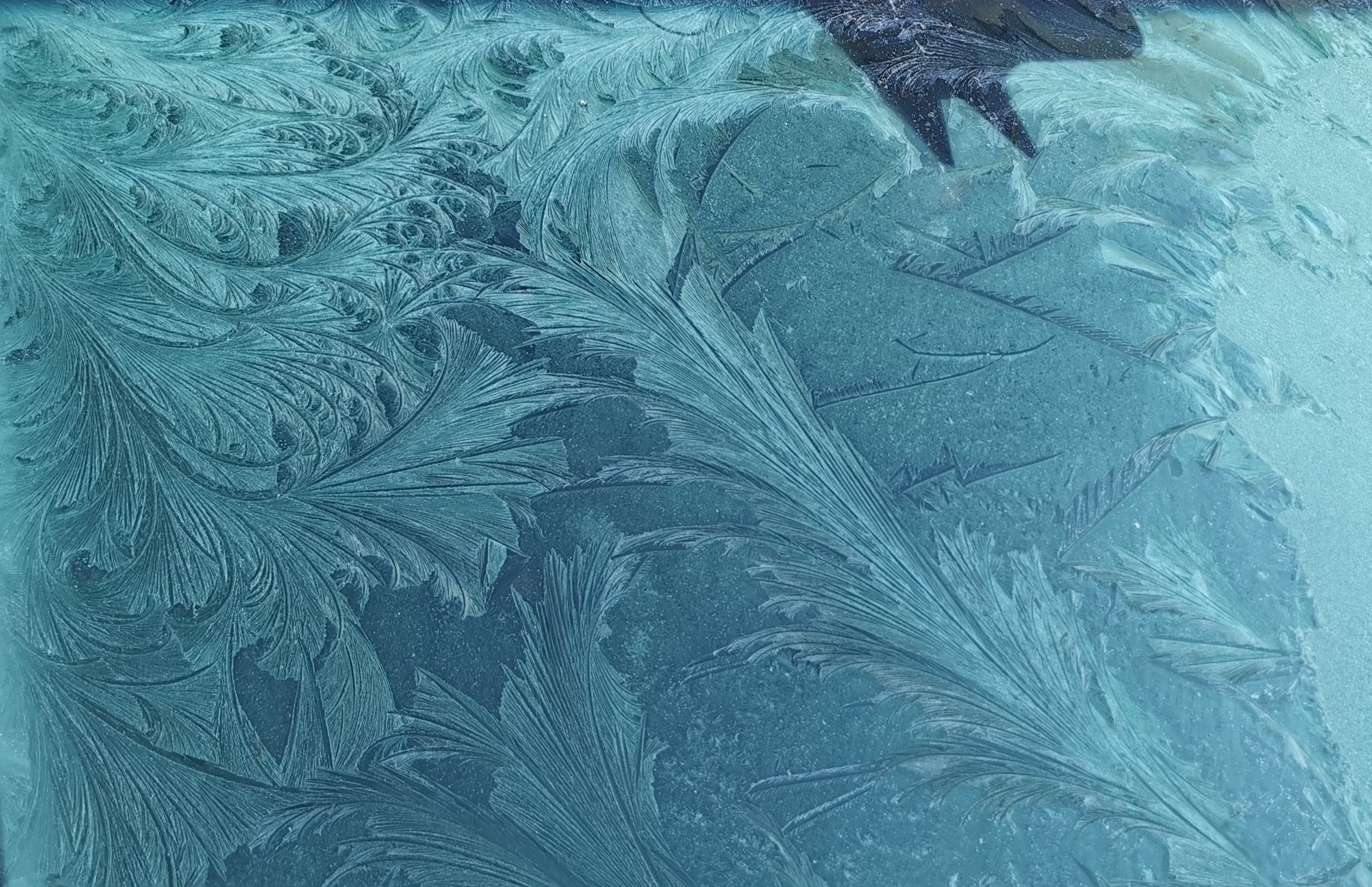
模様ができた窓の霜

霜（しも、英: frost）は、0℃以下に冷えた物体の表面に、空気中の水蒸気が凝華（昇華）し、氷の結晶として堆積したものである。
主に植物の耐凍性が低い時期、霜が降りるような低温下で、植物が凍結して傷む霜害が起こることがあり、農作物が被害を受ける。霜が降りない無霜期間の長さは植物が越冬できる限界の目安のひとつで、気候を表す資料になっている。
冷気が溜まるなどして、わずかな地形の違いで霜ができやすい場所が生じる。一方、山腹には霜ができにくい地帯がある。
なお、霜柱は地中の水分が凍ってできるもので、霜とは異なる（#類似の現象）。

## 霜の発生機構と様相
霜が付くためには、物体が0℃以下に冷えて、かつ空気の湿度が高まり氷過飽和となる必要がある。言い換えると、物体表面の温度が、そこに触れている空気の温度に湿度を加味した霜点温度（温度が0℃以下のときの露点温度のこと）よりも低くなるときである。なお、物体表面が0℃以上では、湿度が高まって水過飽和になると露を生じる。
地面そのものや地面に生える草の葉のほか、屋外のさまざまな地物に付着する。特に、樹木など地面からある程度離れた高い所にも付着する霜を樹霜と呼ぶほか、建物などの内部にできる霜は内部霜、ガラス窓にできる霜は窓霜と呼ぶことがある。

### 気象状況
典型的には、冬の早朝をピークとして、風が弱く穏やかに晴れた天気のもと、放射冷却が発生し地面がよく冷えたときに発生する。気温が2 - 3℃で霜は生じるが、気温は地上約1.5メートル(m)の高さで測定しており、朝の地表の温度はそれよりも2℃から5℃ほど低くなるためである。気温5 - 6℃でも生じることがあるという。
一方、気温が低くても霜が生じにくい天気として、風が強いとき、雨や雪が降っているとき、湿度が低く乾燥しているときが挙げられる。
気象状況によってradiative frost（radiation frost, 放射霜）とadvective frost（advection frost, 移流霜）の2種に分類する文献もある。radiative frostは既に述べた通り放射冷却により地表が低温になるもので、上空では、通常とは逆に高度とともに気温が上がる逆転層が生じているのが特徴。advective frostは、比較的大きなスケールで寒気が移動（移流）してくることで地表も低温になるもので、風が強く大気はよく混合されていて、日中でも霜が生じるのが特徴。radiative frostとadvective frostの複合的な状況も珍しくなく、まず寒気が移動してきて何日か居座る中で、穏やかな天気の下放射冷却が進んで霜が降りることもある。
例えばアメリカ・カリフォルニア州インディアンバレー（大陸の内陸部）におけるradiative frostの例をとると、地表面における正味放射がプラスからマイナスに転じる日の入り前後数時間に1時間ほどの急速な気温低下があり、その後日の出までの時間帯はゆっくりと低下していく傾向が認められる。このように経験的に気温変化などのパターンを導くことはできるが、場所による差異があって一般化は難しい。
日本の遅霜の場合、春から初夏のころ、気温が高くなった後の寒の戻り、気圧配置では大陸から移動してきた移動性高気圧に覆われて、風が弱く晴れた夜に冷え込みが強まり遅霜の被害が発生するパターンが知られている。移動性高気圧の西側は南寄りの風のため相対的に暖かく、東側は冷たい傾向がある。
advective frostは、大陸の寒冷な気団が移動してくる大陸東部で他の地域より相対的に起こりやすい傾向がある。advective frostによる霜害は数日間続くことが多いが、その頻度は放射霜よりも少ない。
送風や加熱などの積極的な霜害対策法の多くは逆転層の発生を前提としており、advective frostではふつう効果が乏しい。
なお、溜まった冷気が谷を移動する局所的な低温による霜（後述）は小さなスケールでのadvective frostと捉えることもできる。そして、このような現象はradiative frostが生じるような放射冷却が起きる天候下で進行する。
高い湿度のもとで霜が物体表面に堆積していくと樹霜となる。反対に湿度が低いと、冷却が進んでも霜点温度に達せず霜が付かない。この状況では正確には「霜」は生じていないが、植物の「霜害」は生じることがあって、black frostということがある。ふつう、black frostが起きているときよりも樹霜が生じているときのほうが植物の被害は少ないが、これは樹霜の形成が潜熱放出を伴う効果による。

### 霜のできやすい地形
霜はできやすい場所に選択的に生じることが多い。盆地の底の部分、もっと小さな規模で周囲より少し窪んだ場所、森の中の開けた場所などでは、冷気が溜まり霜が生じやすく、霜穴（しもあな）と呼ぶことがある。また滑降風の性質をもった冷気の流れがある場所にも霜は生じやすく、霜道（しもみち）と呼ぶことがある。また、平坦地の中で防風林に囲まれた場所では風が弱まるために、緩やかな斜面を横切る土手や林ではその上部で冷気の滞留、下部で風が弱まるためにそれぞれ、霜が生じやすくなっている。
例えばイギリスではリックマンズワースという町が、近隣よりも霜が発生しやすい霜穴になっている。谷あいに位置するこの町には谷からの冷気が流れ込むが、鉄道の盛土が冷気を滞留させ、冷え込みを強める働きをしている。
地形により、放射冷却が生じている逆転層の上限となる高さがあり、山地や傾斜地の中でもその付近は温暖で、その下より無霜期間が長い。この領域をサーマルベルト（斜面温暖帯）という。標高は盆地の深さによって前後するが、だいたい100 - 500 mくらい、特に200 - 300 mに多い。サーマルベルトとそれ以外の高さの温度差は、春や秋に大きく、風が弱い時、また植物においては有効放射量(PAR)が多いときに拡大する。日本では野菜やミカンの栽培によく利用されている。
山あいの盆地や山裾の低地では、日没直後の数時間に斜面下降風による冷え込みが起こり、夜半から明け方には同じ風がむしろ相対的に暖かく冷え込みを弱めるという傾向がある。例えば、四国の山麓ではこのような場所に霜害を受けにくいところが分布する。
海岸、湖や大きな河川の近くには、降霜日数が少なく無霜期間が長い場所がある。これは、熱容量の大きな水域が近くにあることが要因。

## 霜の期間と気候
寒候期に最初に発生した霜を初霜（はつしも、はつじも、しょそう）あるいは霜の初日、最後に発生した霜を終霜（しゅうそう、おわりじも）あるいは霜の終日という。そして、霜が生じうる初霜から終霜までのを霜期間、また春ごろの終霜から秋ごろの初霜までを無霜期間という。農業気象の観点では初霜や終霜の平年値のほか、最も早い初霜や最も遅い終霜のデータが参考にされる。ただし、こうしたデータは地域平均的で、局所的に霜が降りやすい場所があることにも注意する必要がある。
地球規模で概観すると、両極に近づくほど（緯度が高くなるほど）霜は長い期間発生する。南北の回帰線の内側の熱帯には、気温がほとんど、あるいは全く氷点下にならない地域が広く分布している。ただし、熱帯にあっても標高の高い高地（熱帯高地）では霜が生じ霜害がみられることがある。また、海洋などの大きな水域に面しているか水域の風下にあたる地域では、気温の変化を抑え湿度にも影響する効果により、霜は生じにくくなる。
例えばトレワーサ（1954年）は、気候区分と関連して無霜期間の長さの階級区分地図を地球規模で示している。この区分では、無霜期間240日以上の地域がおおむね緯度40度以下に分布し、プランテーションや商品作物栽培、高度な園芸農業が展開されている南北アメリカ、南ヨーロッパ、中東、日本南部、オーストラリア南部などが含まれ、霜が農業被害につながる。無霜期間180日-240日の地域はおおむね緯度50度以下に分布するが、海洋の影響でより高緯度に広がるところもある。より高緯度の無霜期間90日未満の地域では、大規模農業ができる作物は限られていて、北アメリカや旧ソ連の穀倉地帯が含まれるが、寒さの厳しい年や春の遅霜のあるときに打撃を受ける。
ただし、このような大きなスケールの分布図では、小さなスケールの降霜地域が表現上省略されていることがあるので注意しなければならない。トレワーサも、実際の降霜状況が区分図の期間から大きくずれているときは、その地域で利用する区分図として十分な詳細さではないとした。
霜が降りる可能性が十分に小さく作物の栽培が可能な期間で、例えばデータとして5年のうち4年あるいは10年のうち9年は有効となるようなものを、effective growing season（有効生育期間）という。
また気候区分を論じる中で、無霜期間の長さを区分の基準のひとつに利用しようとする試みもあった。ケッペン（1900年）は、降霜域の限界（無霜地帯と降霜地帯の境界）の採用は、その他の指標から同一気候帯に属するべき地域を分断してしまうため適切ではないとした。一方Wissmann（1939年、1962年）はケッペンの説を否定し、降霜域の限界は熱帯植物の緯度・標高による分布限界に一致するとして、はじめ最寒月平均気温13℃（資料が乏しい年最低気温の平均値2℃の代替として）、のちにコーヒーノキの生育限界とよく対応するとして最寒月平均気温18.3℃を熱帯の基準の1つとした。またSchreiber（1973年）は、Wissmannの基準は地域により適当ではないとして最寒月平均気温15℃を採用した。作物生態学を重視したPapadakis（1966年）は、年最低気温の累年平均7℃以上の地域を無霜地帯とみなして赤道帯や熱帯の基準の1つとした。
またWissmann（1948年）は、熱帯の海洋の影響が強い地域では、標高が高くなるに従って高温熱帯、温暖熱帯、冷涼熱帯、無霜地帯、降霜変化の激しい地帯となり、垂直成帯の分布が成立することを示した。
農業における霜害のリスクは、その地域の農家や住民が経験的に知っている、あるいは気象の記録や地形図から推測できる、「霜が降りやすい場所」の情報を活用して低減を図ることができる。その地域の詳細なリスク分布がある場合はこれを利用できるが、しばしばこれに代え難い経験的な情報が得られることがある。
日本では、紀伊半島、四国南部、九州南部の沿岸とこれ以南の島嶼、および伊豆半島や房総半島の一部の沿岸が、年間を通じて霜が降りない無霜地帯となっている。この地帯は、温帯の中でも相対的に暖かい暖帯、かつその中でも暖かい海岸地帯で太平洋岸に分布する。「日本ハーディネスゾーンマップ」（坂崎ら、1998年）では、寒冷な方から順に、暖帯北部9のうち9aを強い霜の降りる地帯、9bを弱い霜の降りる地帯、暖帯南部10のうち10aを無霜地帯または準無霜地帯、10bを無霜地帯とし、9bおよびこれより温かい地域では熱帯や亜熱帯の植物が生育できるとしている。なお、ヒートアイランドによって都市部では熱帯植物の越冬率が上がっているが、数年の一度の寒波により枯れてしまうリスクはあるという。
また地球温暖化による気温上昇の影響が考えられる無霜期間の短縮傾向や無霜地帯の拡大がみられる地域があり、ワイン用ブドウの栽培限界の変化などにも反映されている。イタリアでは、20世紀終盤にオリーブの栽培地域が土壌要因と気温の上昇により北上した一方で、数年に一度の寒い冬に生じる霜害はむしろ増加したことが報告されている。

## 表面霜・内部霜
積雪の表面や内部にも霜は生じ、前者は雪面霜（せつめんじも）や表面霜、後者は雪中霜（せっちゅうじも）や内部霜と呼ぶことがある。雪面霜には羊歯状（シダの葉状）や微細な毛状の結晶がみられ、霜の華、霜花とも呼ばれる。表面霜に一晩で大きな結晶を生じるのは、湿度が90%以上と高く2 - 3 m/sの微風のときが条件として報告されている
内部霜は深部霜(depth hoar)とも呼ばれ、積雪の中に温度差があるとき、乾燥した積雪内部の地表に近いところに生じる。新雪は古い雪に比べて熱伝導率が低いため、日射や放射冷却の程度に差が生じる。相対的に暖かい部分から蒸発、冷たい部分へと凝華して、積雪は次第に霜に置き換わってゆく。この性質の積雪をしもざらめ雪という。形は骸晶（コップ）状や六角板・六角柱状の微小結晶。雪渓や氷河の割れ目（クレバス）にも同様の霜(crevasse hoar)を生じる。表面霜およびしもざらめ雪はそれぞれ積雪分類のひとつとなっているが、雪の粒子同士の結合が弱く、このような積雪層の上に雪が乗っているとき雪崩のすべり面になりやすいことが知られている。

## 霜の結晶
霜の結晶は雪の結晶（雪片）と同じように様々な形があって、主に針状、うろこ状、羽根状、扇子状等の類型が知られている。微細な霧が凍った不定形の氷の微粒子を含む場合もあるが、過飽和度が高いときにみられる。
窓の霜では様々な形状の結晶を観察することができ、模様の発達したものを花に例えて霜花、霜の花、氷の花と呼ぶことがある。窓の霜は一部が物体に付着しており水蒸気は不均一に集まるため、その結晶形は雪の結晶ほどは対称にならない。
また、雪面や雪の上にある物体のほか、氷、特に湖や河川の氷（結氷）の表面に生じるような、結晶が目立って発達した霜を指して霜花（霜の花）、フロストフラワー(frost flower)、霜紋と呼ぶこともある。形状は主に羽状、ひげ状または花のような形。結氷に生じる霜の花は、相対的に暖かくて水蒸気の源となる、氷が張っていない場所や氷の薄い場所の周辺に生じやすい。
低温で氷床が広がる南極では、雪まりもと呼ばれるものが報告されている。雪面において、針状の霜の結晶が集まった球形の塊が小さな窪みにいくつもたまるもの。ドームふじ観測拠点で1995年に発見されており、同じような現象の記述はアムンセンやサイプルの著書にも見出せるという。

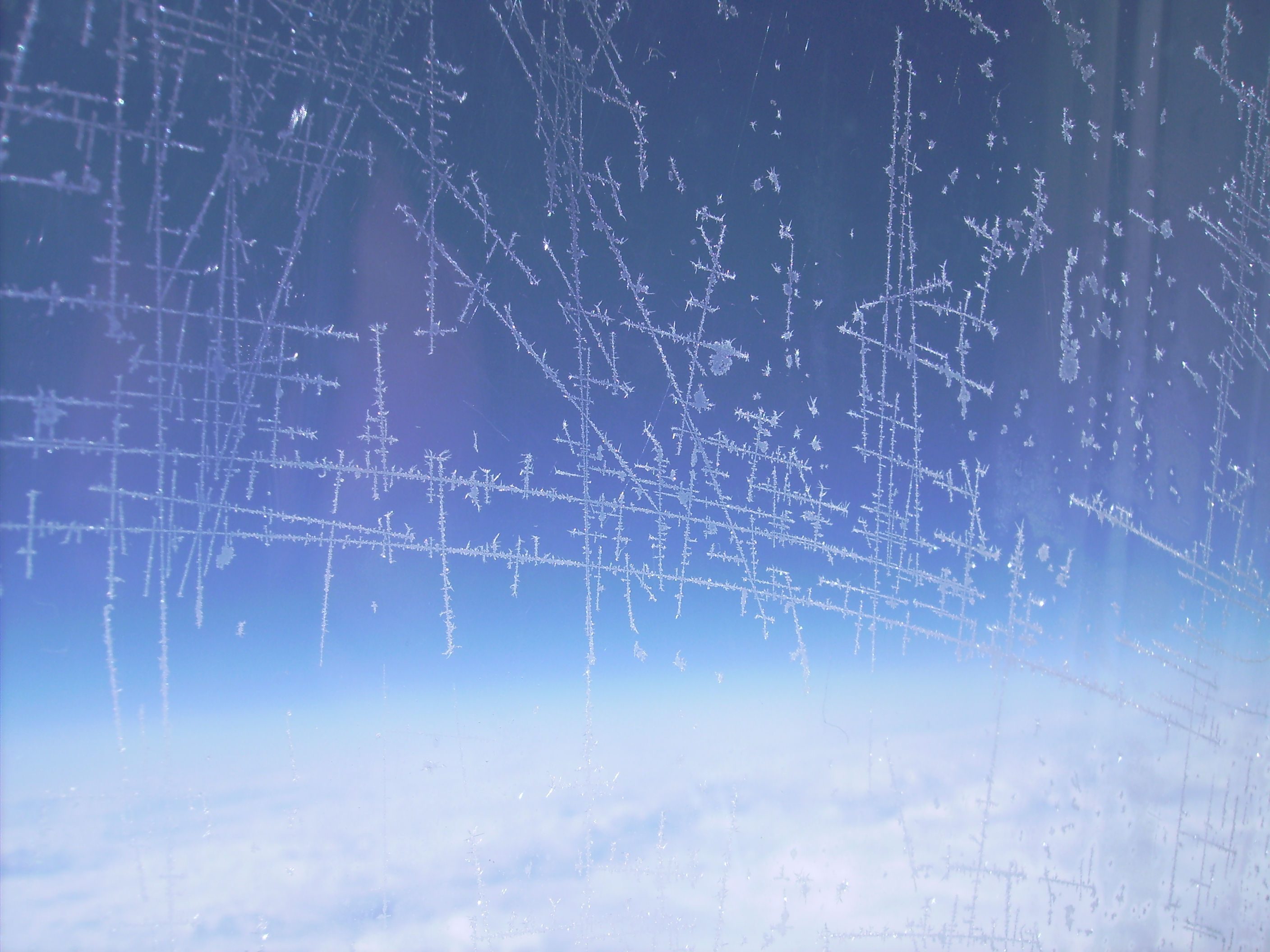
十字状の霜
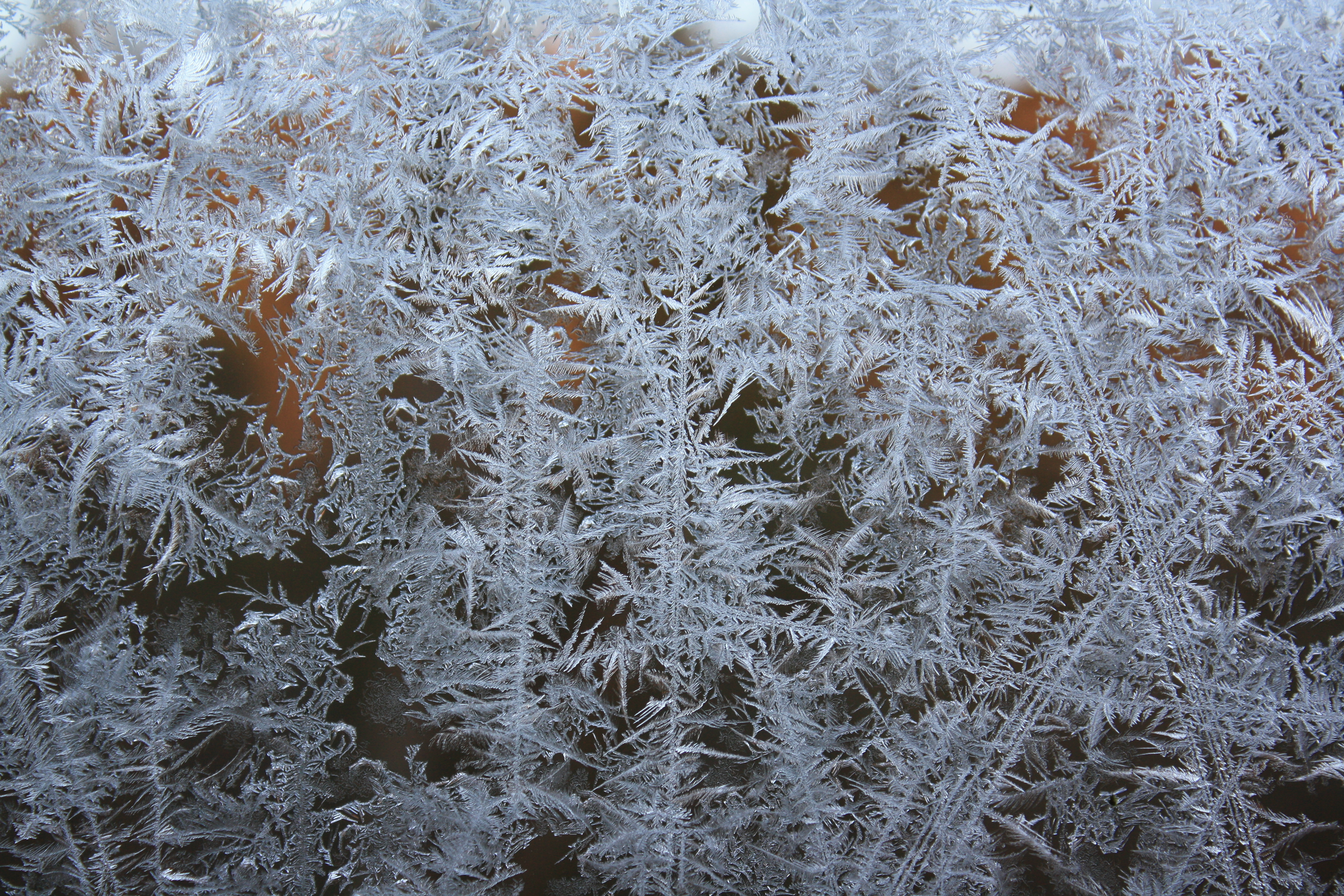
枝状の霜
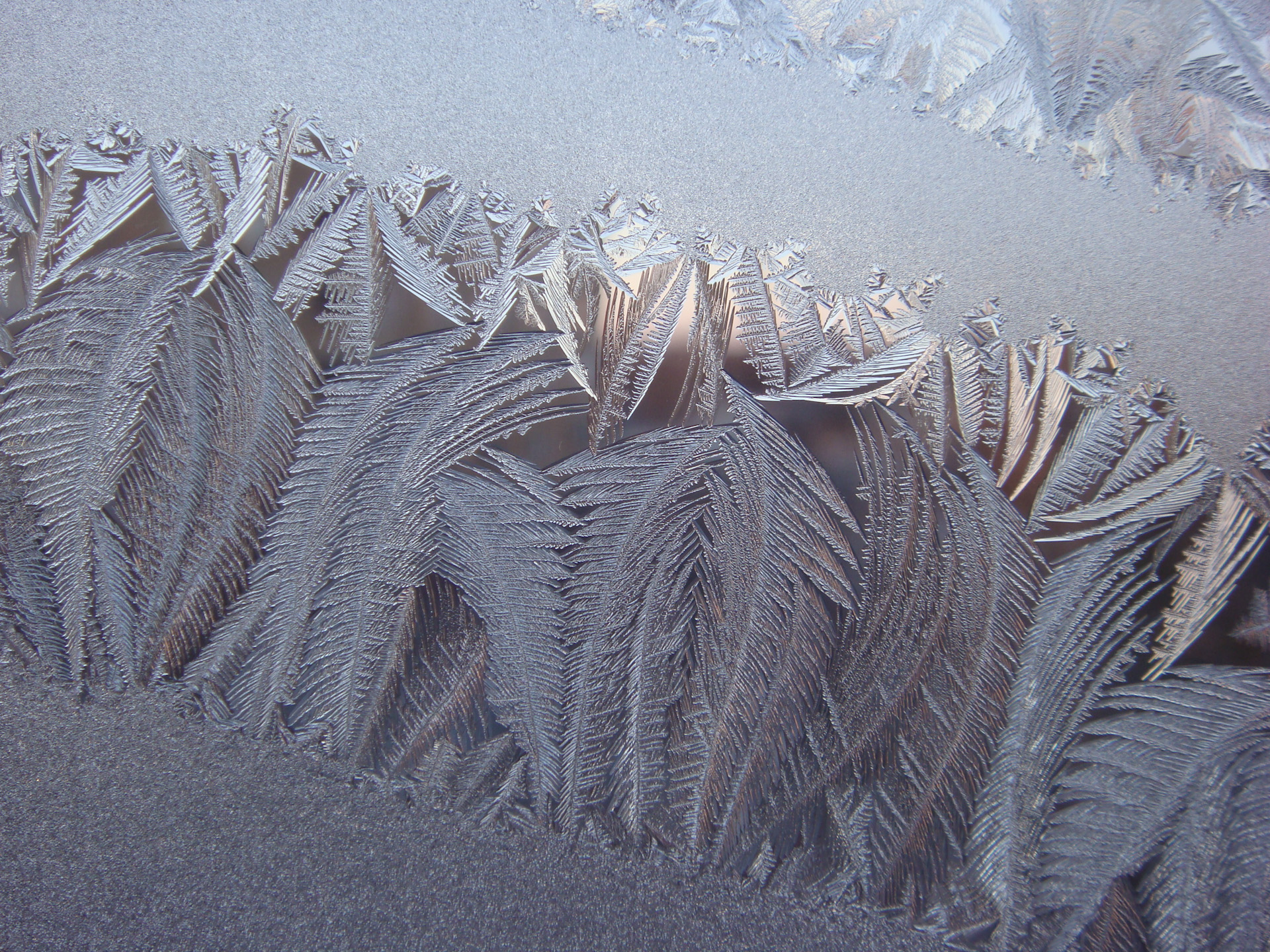
シダの葉状の霜
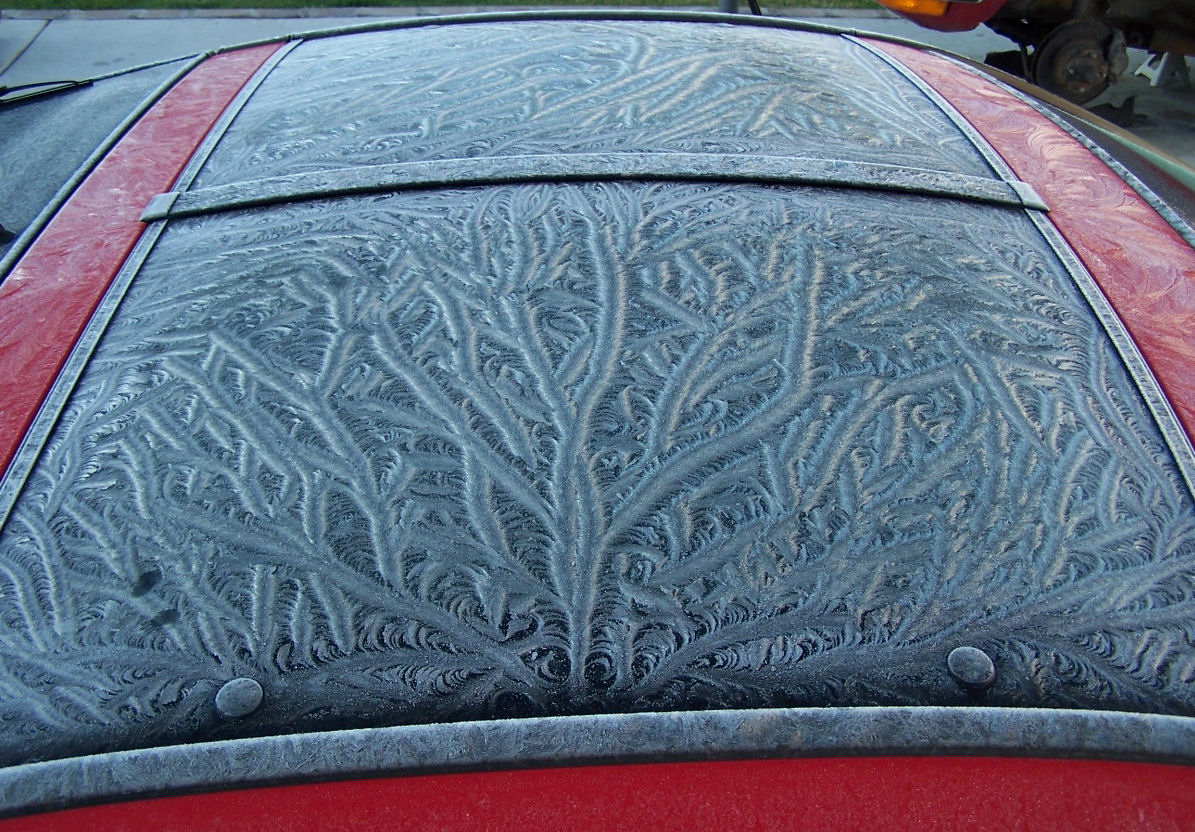
車の窓についた窓霜
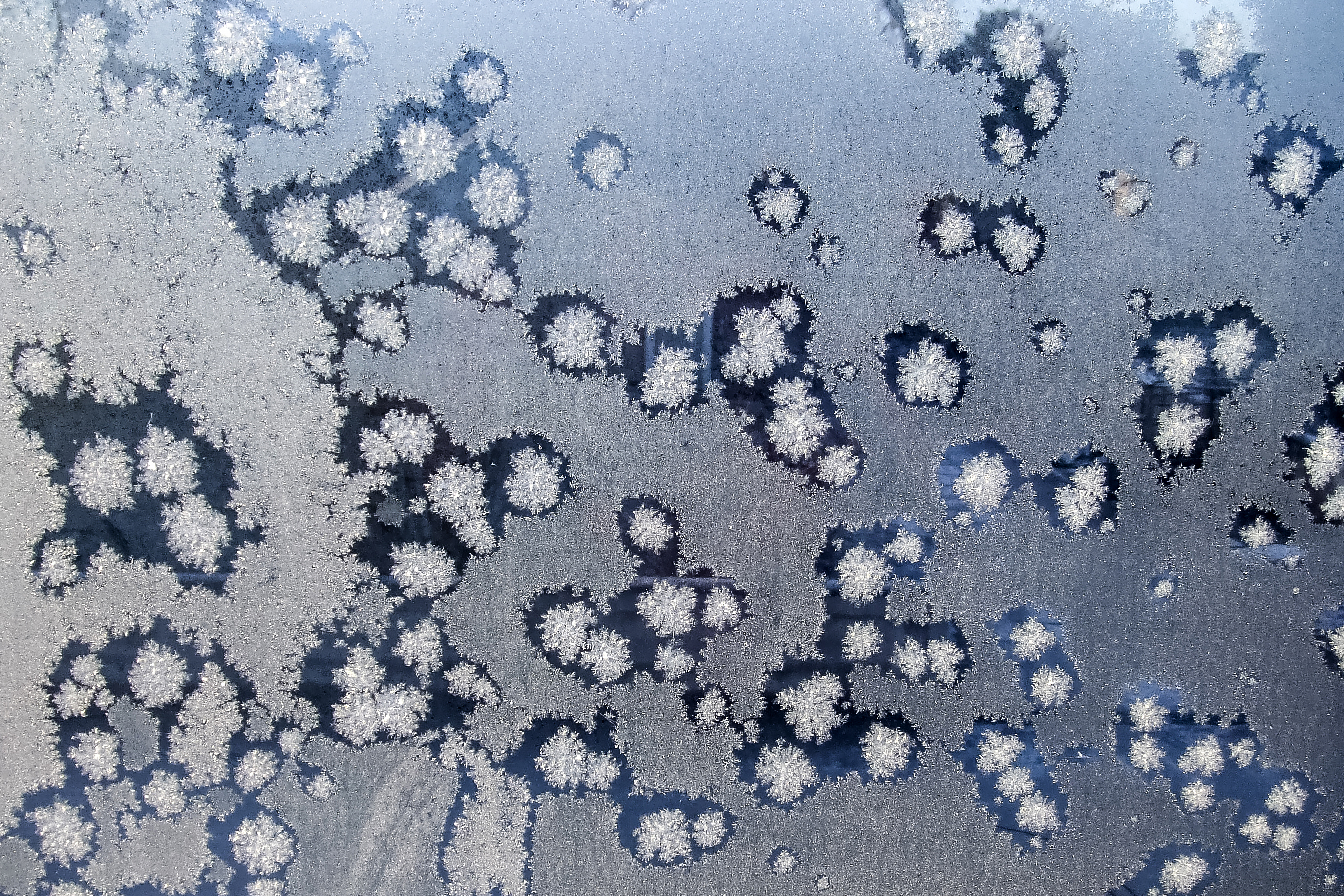
穴あき模様の窓霜
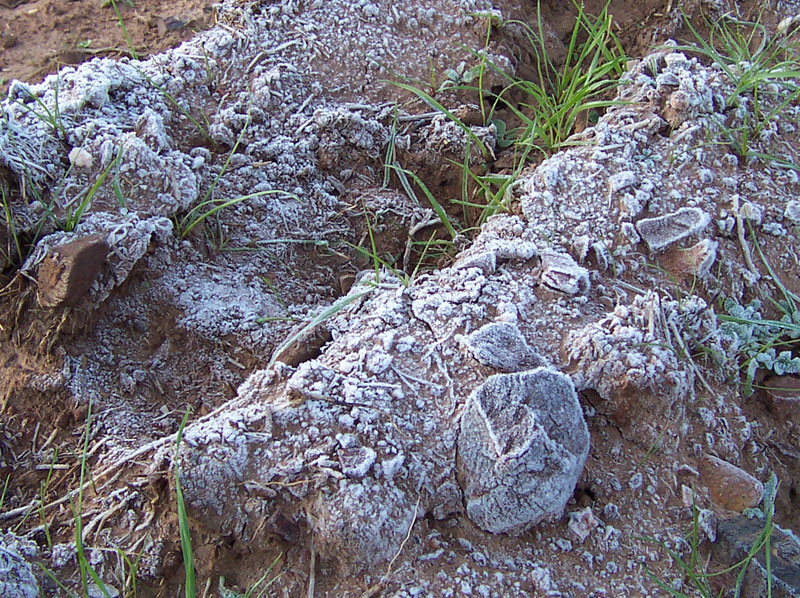
地面に張った霜
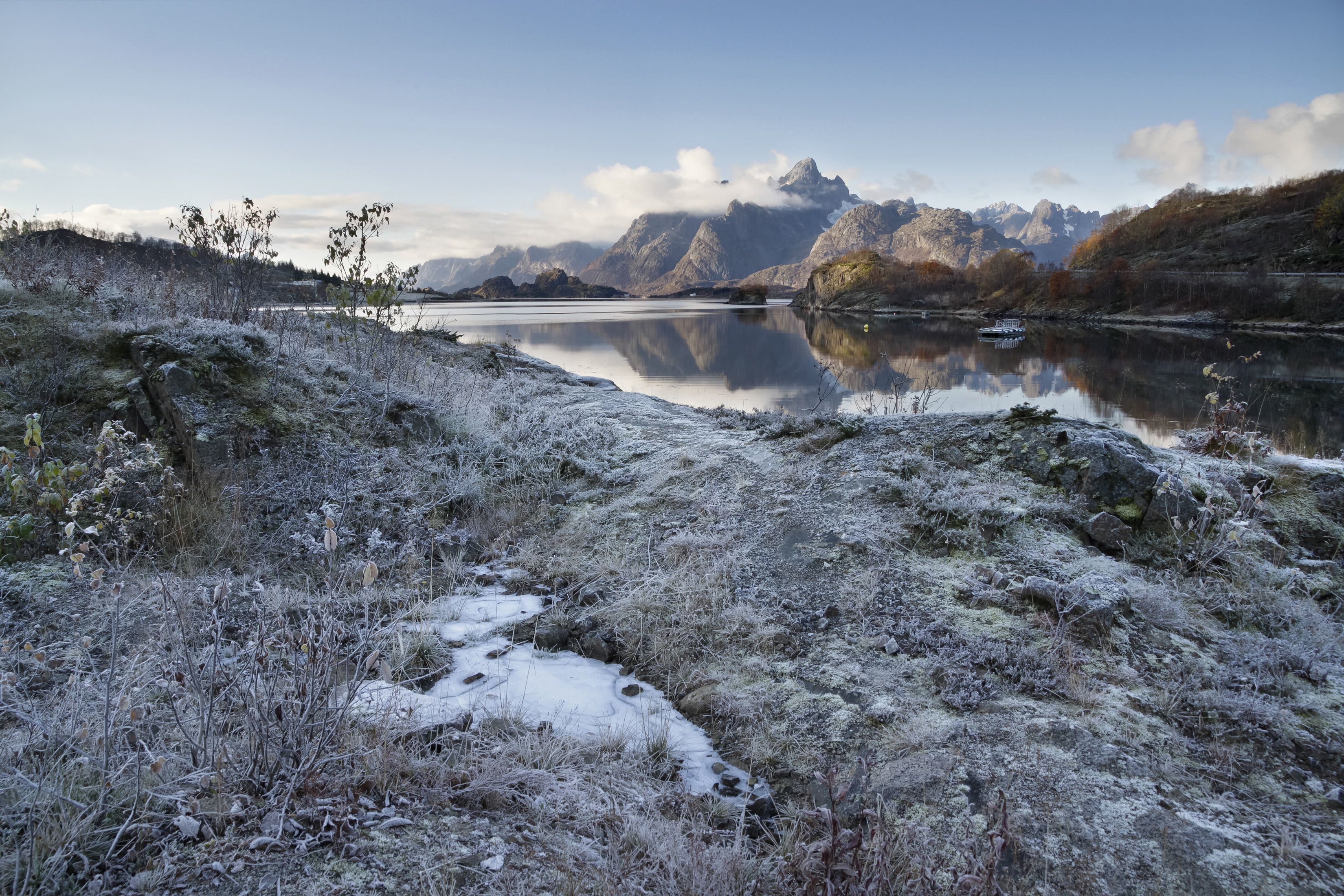
強い霜が降りた風景
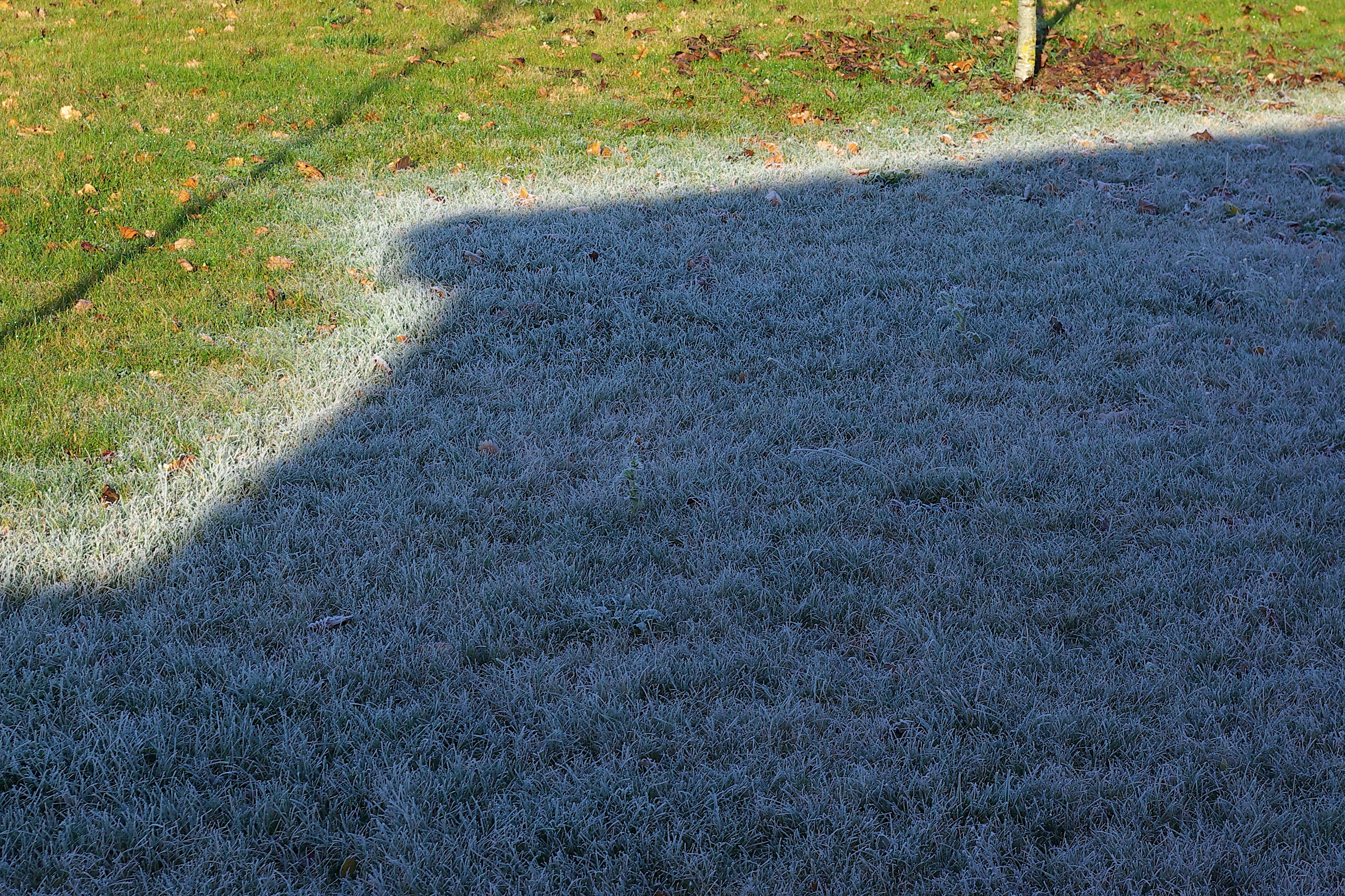
日光が当たる部分は霜が解けていく
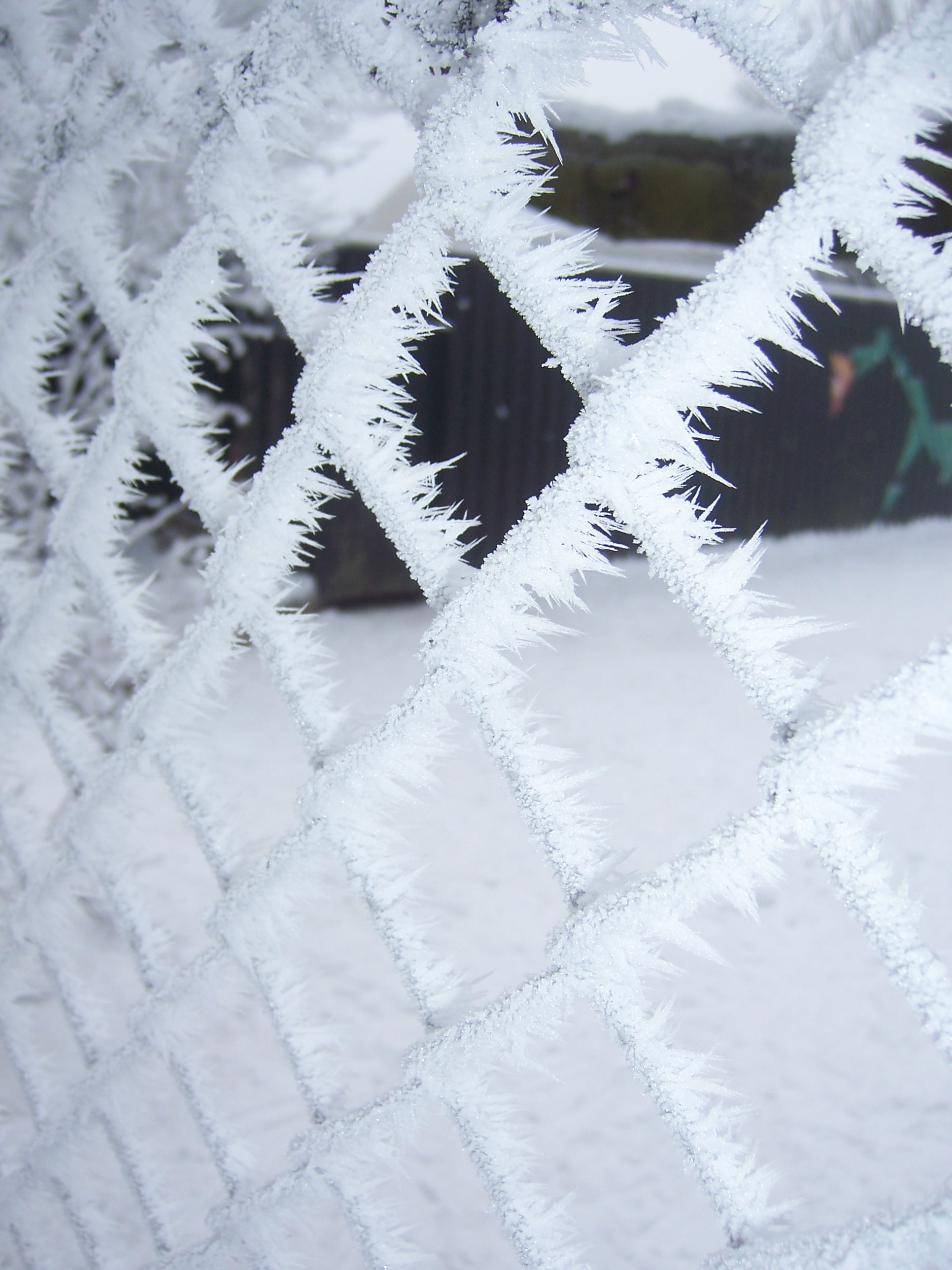
フェンスに付いた霜（樹霜）
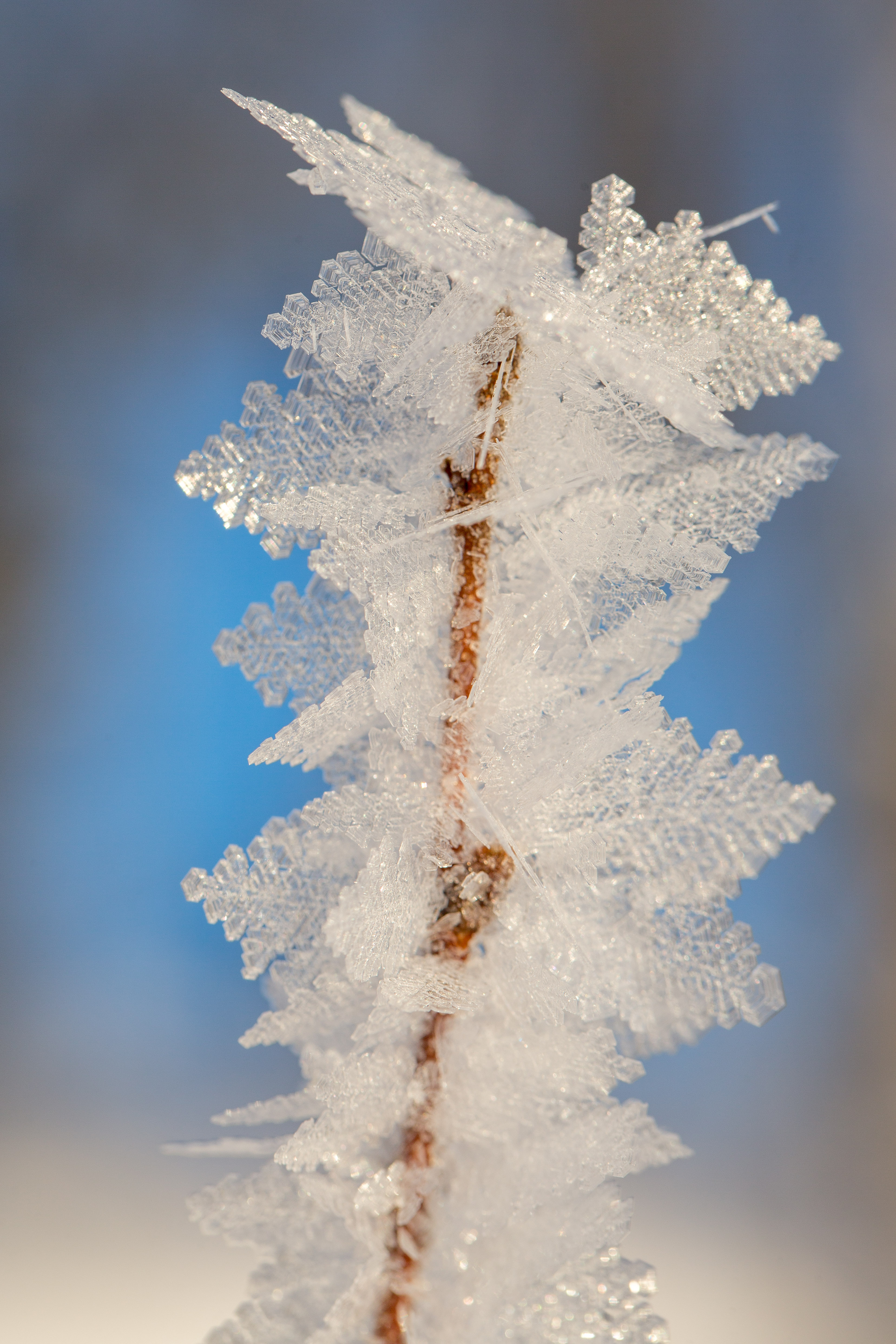
六角板・樹枝状結晶が発達した樹霜
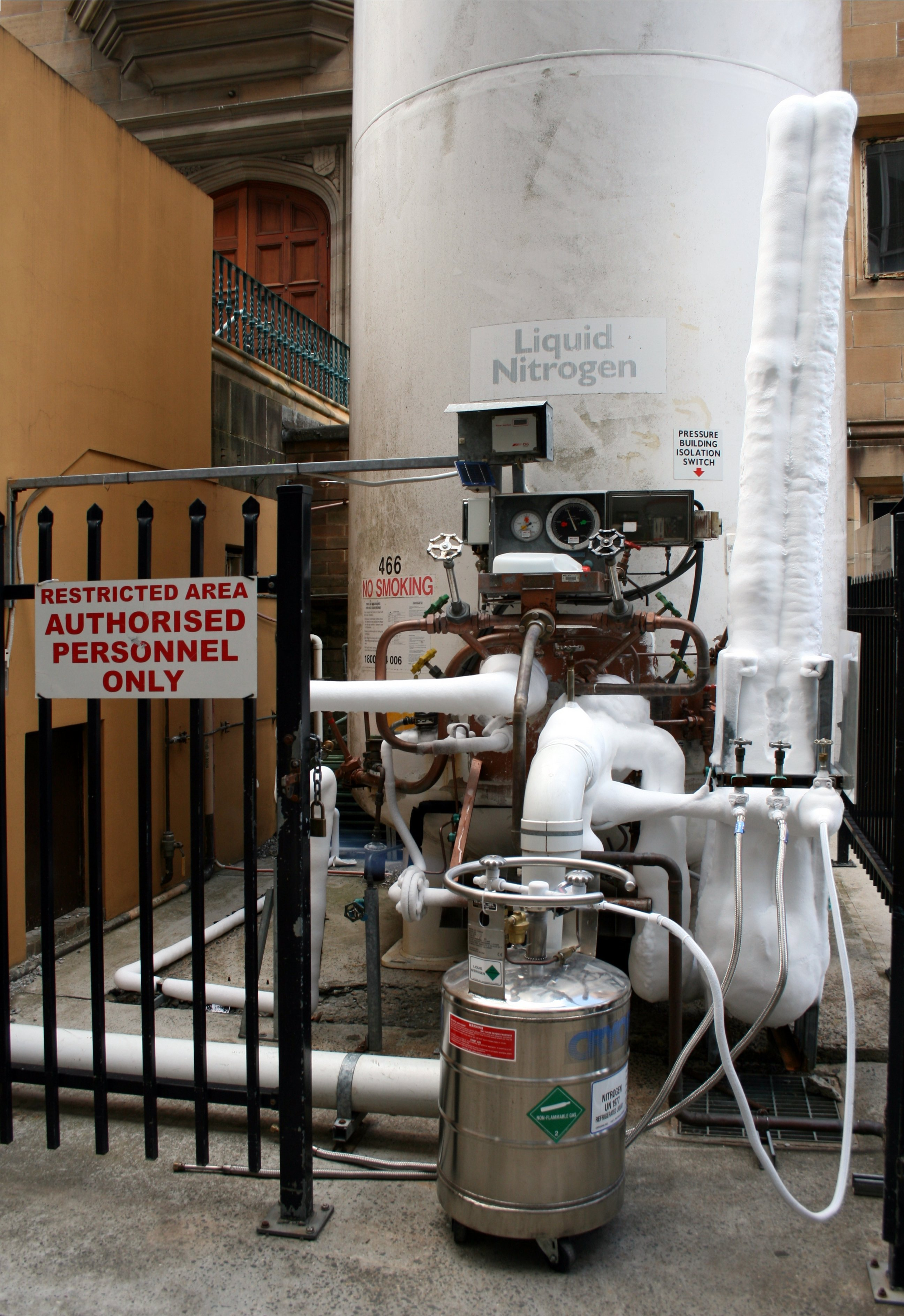
液体窒素タンク周りの冷たい配管に生じた霜
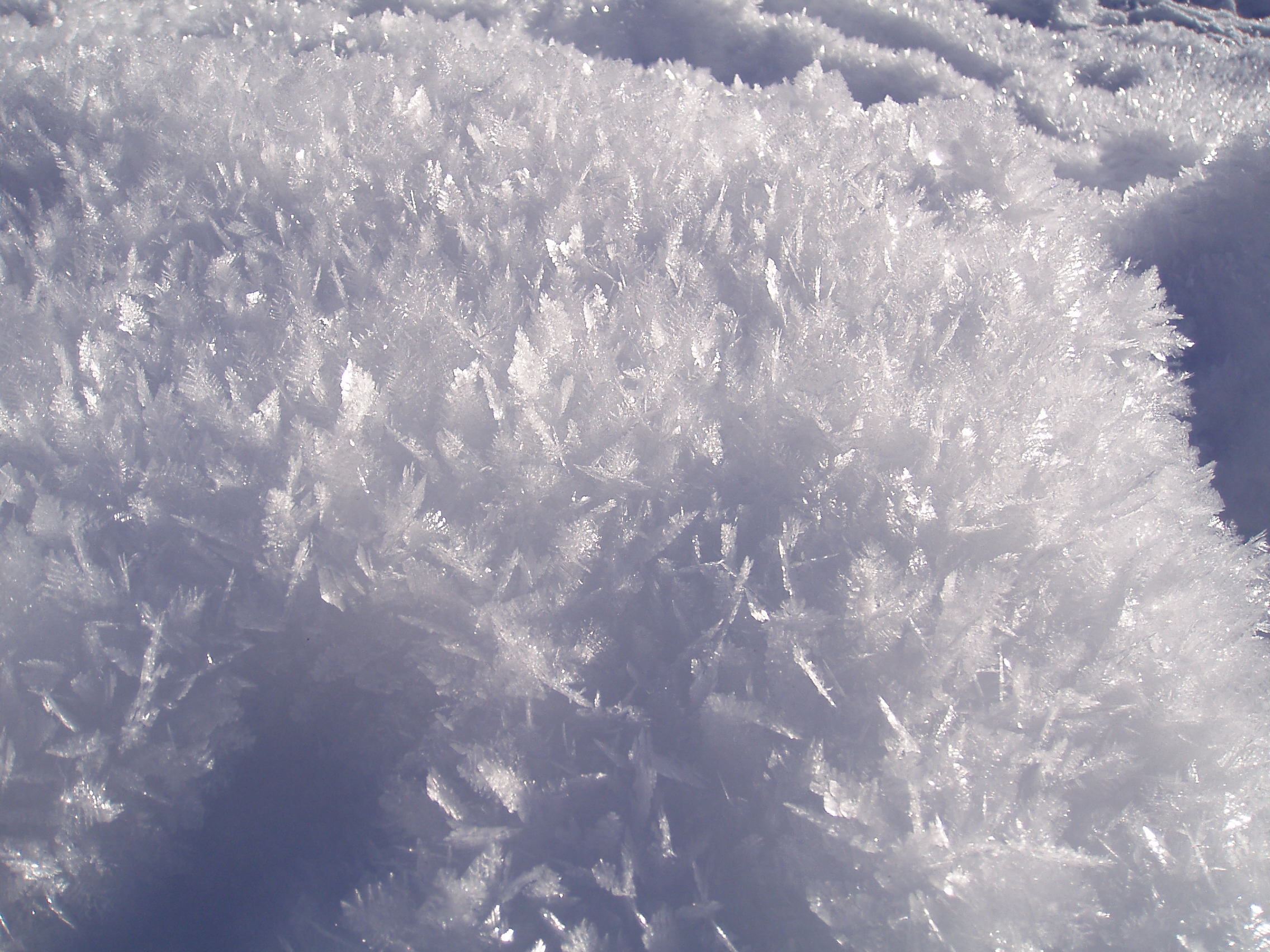
羊歯状結晶が見える積雪表面の霜
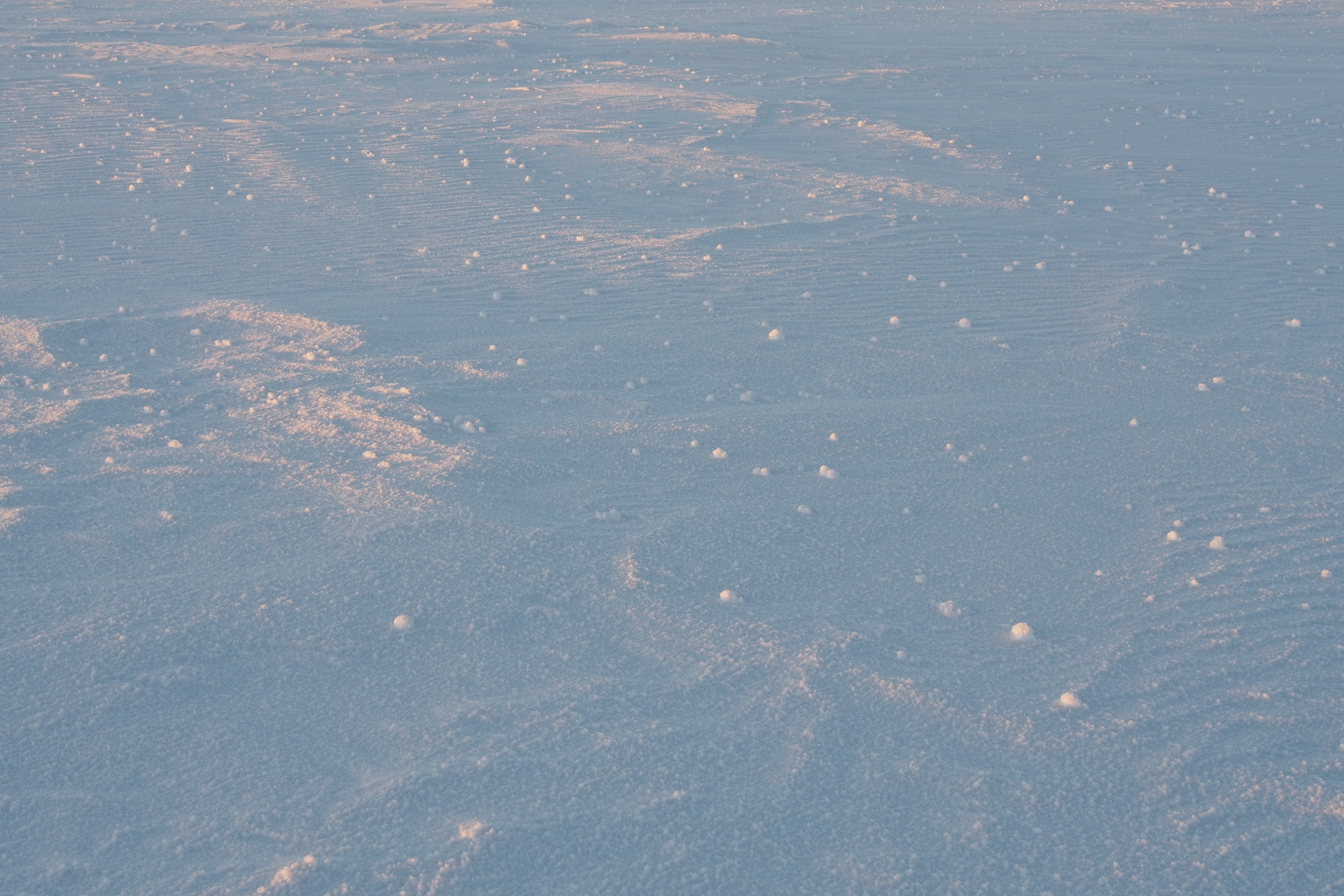
コンコルディア基地(Concordia Station)の近くで撮影された雪まりも

## 類似の現象
- 霜柱（しもばしら）は、気温が低いときに地中の水分が地表に染み出して柱の様な形に凍ってできるもので、霜とは別の現象である[42][36]。
- 凍露（とうろ）は、0℃以上の物体表面に水蒸気が凝結してできた露が、その後冷えて凍ったもので、結晶構造はほとんど見られない[12][36]。霜と見分けることが難しい場合があって、観測の場面でそのようなときは霜に含めることがある[14][15]。
- 樹霜（じゅそう）は、霜と同じように水蒸気が物体表面に凝華[注釈 1]してできる氷の結晶。霜が地面付近の物体に付くのに対して、樹霜は地面から離れた高い枝などにも付く。霧氷の一種であり、着氷性の霧の粒が付着してできる球状の氷の粒が混じっていることがある。また風上側に厚く成長しやすいという特徴がある[4][36][43][44]。
- ヘアーアイス（英語: Hair ice）(ice wool, frost beardとも) - 朽ちた木から出る絹のように細い氷。この現象は特定地域でしか起こらず、原因が長らく不明だったが、2015年に真菌のExidiopsis effusaが原因だと判明した。

## 植物の凍霜害
霜が降りるような低温で植物体が凍り、生理障害を起こしたり凍死したりすることで農作物などに生じる害を凍霜害（とうそうがい）という。このうち、主に秋から初冬にかけての時期の早霜（はやじも）、春から初夏にかけての時期の晩霜（おそじも）の時期に、急に気温が下がったときに起こるものを霜害（そうがい）、植物の耐凍性が高い冬季に霜害よりも低い温度で起こるものを凍害と呼ぶが、どちらも障害の機構は同じである。
越冬する植物は秋から冬にかけて、日々気温が下がるとともに組織変化などによる低温順化（低温訓化）が起き、耐凍性を強めていくとともに生長を休止する。この過程をハードニング(hardening)という。一方、春に気温が上がってくると今度は活動を始めるため耐凍性を弱めていく変化をする。例えば、ホウレンソウやコマツナは低温順化により−3℃程度だった耐凍温度が−15℃から−20℃にまで高まるとされている。耐凍性がまだ高くない時期に急に寒くなることで霜害が生じるのである。霜害が発生しはじめるのは、おおむね植物体温が−2から−3℃を下回るときとされる。

### 霜害

#### 霜害の発生機構
霜害を受けた植物は霜が解けたのち、はじめ油が染みたように変状し、やがて褐色や黒色に変色し、枯死に至る。露出した部分に霜は付きやすく、しばしば凍結した部分と凍結しなかった部分の差が現れる。また葉の温度は周囲の気温よりも低く、その差は風が弱いほど大きくなる。乾燥が強く葉が乾いていると霜ができにくい傾向もある。地面からの熱の伝わりやすさの差異も霜の付き方に関係する。なお、耐凍性が低い新芽のほか、花芽や幼果などの部位は被害を生じやすい。
凍霜害を受ける植物内部ではふつう、細胞外の溶液で凍結が起こり、残りの細胞外溶液が濃くなって浸透圧が高まり、細胞は水を吸い出されて収縮する。主にはこの脱水ストレスに耐えられる限度が耐凍性と考えられている。耐凍性の強化は、炭水化物や凍結防止能力をもつプロリン、ポリアミンなどの物質、また不凍タンパク質の増加によるものと考えられている。一方で急速な凍結では、細胞膜の損傷による電解質の漏出が障害を引き起こし、細胞内の凍結による細胞の破壊も起きると考えられている。
耐凍性は植物が受けた低温の履歴や生育時期によって変わる。同じ環境で同じくらいの冷え込みであっても、被害の程度は年によって変わったりする。傾向として暖冬の年は被害が大きく、寒冬の年は小さい。また霜害や凍害による植物の障害の程度は、耐凍性と、限界となる温度を下回った時間の長さによって決まる。
葉などの凍結には、シュードモナス・シリンガエなどの氷核細菌（INA細菌）の分布も関係していることが分かっている。0℃を数度下回っても溶液は過冷却状態だが、−2から−5℃で氷核を生成する氷核細菌の働きによって凍結する。その温度は氷核細菌の密度に左右され、多いほど高い温度で凍結し耐凍性を変化させる。氷核細菌の密度は例えば、茶畑の茶葉では生葉1gあたり106個程度である。
植物表面に付く霜そのものも、氷核となって過冷却の溶液を凍結させる植氷作用があると考えられている。一方で、霜が降りていないときにも霜害が起こることはある（black frostと呼ぶこともある）。

#### 霜害の様相と防止
霜害発生を予測するときは予想最低気温を目安にするとよい。地域ごとの細かな予想、特に地形や標高を考慮したものが発表されている場合はこれを利用することが望ましい。春と秋の霜が降りるほど気温が下がると予想されるとき、日本では農作物の霜に関する注意喚起として各気象台から霜注意報が発表される。各地の晩霜や早霜の時期に発表されるもので、霜が毎朝降りるような冬の時期には発表されない。基準は翌朝の予想最低気温2℃、3℃、または4℃で地域により異なる。この気温で植物の株面は0℃程度、表面は−2℃まで冷える可能性があると考えられている。ただし、霜が発生しやすい場所では5℃程度でも発生しうるため、農業者は自らの畑などの特徴を知ることが必要とされる。例えば、自らの測定値と周辺のアメダスの気温を比較しその差を把握しておく方法などがある。なお各国に同様の気象情報があり、例えばアメリカでも予想気温が華氏30 度(°F)台半ばに下がるときFrost Advisoryが発表されるが、冬季を除く植物の成長期が対象。
晩霜については「八十八夜の別れ霜（忘れ霜、泣き霜）」ということわざがある。八十八夜とは現在の暦では5月2日頃にあたる時期であり、「この時期になると霜の被害は少なくなる」あるいは「この時期まで霜が降りることがあるので農作業には注意せよ」という意味である。
霜害を防ぐためには、計画の段階では、その土地の気候に適した作物や栽培品種を選ぶこと、栽培の段階では、例えば霜害期間を避けて植え付けや収穫を行う、越冬に備えて栄養や灌漑を調整するといった適切な管理を行うことなどが有効である。また、費用と効果などを考慮した上で、加熱法・散水法・送風法などの対策を選ぶこともある。
霜害を受けやすい主な種には、チャ、モモ、リンゴ、ナシ、ブドウ、クワ、ジャガイモ、マメ類、ムギ、トウモロコシ、スイカ、タバコなどが挙げられる。
無霜期間は植物に必要な生育環境を示す気候指標のひとつに挙げられる。ワタ（綿花）は200日以上、チャやトウモロコシは140日以上の無霜期間が必要とされている。柑橘類や熱帯果樹は無霜地帯で栽培されるほか、無霜地帯は多くの野菜や果樹、花卉園芸の適地とされる。
凍霜害による園芸作物の経済的損失は世界各地で報告されている。また、穀物では俗に"winterkill"と呼ばれる冬季の凍霜害がしばしば発生する。アメリカでは、原因別の農業被害額に占める凍霜害の割合は比較的大きい。カリフォルニア州の柑橘類は霜害により、1990年12月に5億ドル・45万ヘクタール、1998年12月に7億ドルの被害を出している。フロリダ州でも柑橘類が回復に数十億を費やすような霜害を受け、特に1980年代 - 1990年代に頻発したことで、霜を避けるため栽培域は南に遷移した。
日本では、霜害の被害額は年間百数十億円規模。信州地方は明治時代以降、養蚕が盛んになったことを背景にクワの栽培が盛んになった。クワは霜害に遭いやすく、1924年（大正13年）には当時の額で約103万円、1927年（昭和2年）には1000万円とも見積もられる被害を出している。

### 霜害防止技術
植物の凍霜害防止には以下のような方法がある。ただ、防止効果には限界もある。
- 散水氷結法 - 植物そのものへ水を撒き続けることで、撒いた水が凍結する際に放出する潜熱を利用して、植物の耐凍温度を下回らないよう保温する方法。ただし、散水を長く中断すると却って温度が低下するため、危険とされる温度を下回っている時間は続けなければならない。防霜専用のスプリンクラーを設置すると効率的で、水源のある場所に向いており、園芸団地の整備と併せて行われることがある[14]。
- 散水法 - 地面に水を撒き、空気の湿度を上げることで放射冷却を弱める方法[54]。
- 送風法、防霜ファン法 - 放射冷却が発生しているときは低空に接地逆転層ができており、ある程度の高さには地表より温かい空気の層がある。これを利用して、送風機（ファン）で風を送り空気を混ぜ、地表の気温の低下を防ぐ方法。弱風のとき葉の周囲にできる葉面境界層で低温が生じるのを防ぐ効果もある。なおこの方法が有効なのは風が弱いときで、また地上6 - 9 mの気温が−2℃以下になる場合は霜を防ぎきれないとされている。日本では茶畑でよく導入され、リンゴやブドウの果樹園にもみられる[14][54]。
- 被覆法、覆蓋法 - ビニールなどのシート、カバーで覆い保温する方法。莚（むしろ）や菰（こも）を用いるのもこの類[54][48]。覆いを霜覆（しもおおい）、霜囲（しもがこい）、霜除け（しもよけ）と呼ぶことがある[56]。特に植物ひとつひとつに設置する場合など資材と労力を要する[48]。（冬囲い、tree shelter、寒冷紗、horticultural fleeceも参照）
- 燃焼法、加熱法 - 燃料油や練炭などを燃やした熱で加温する方法[54][48]。コンロを果樹園のあちこちに設置する例がある。
- 燻煙法 - 燃焼により煤煙を生じさせ、放射冷却を弱める方法で、燃焼法とも重複。古くは重油や古タイヤを燃やした例もあったが、煤煙が環境問題を引き起こすため、行われなくなっている[54][48]。

このほか、防霜堤や防霜林を設けたり障害物を除去したりすることで、傾斜地で下方へと流れる冷気を受け止めたり迂回させたりする手法がある。冷え込みが緩いとされる池を設ける方法もある。

### 凍害
冬季の凍害は植物の枯死、幹の裂傷（霜割れ、凍裂）、発芽や生育の不良などを起こす。主な種の低温限界は、リンゴが−30℃、ブドウが−25℃から−20℃、ウンシュウミカンは−7℃など。ブドウの凍害による枯死や発芽不良は「眠り病」と呼ばれる。
凍害の対策は被覆や燃焼など霜害と同じような方法をとるが、散水氷結法は適さない。

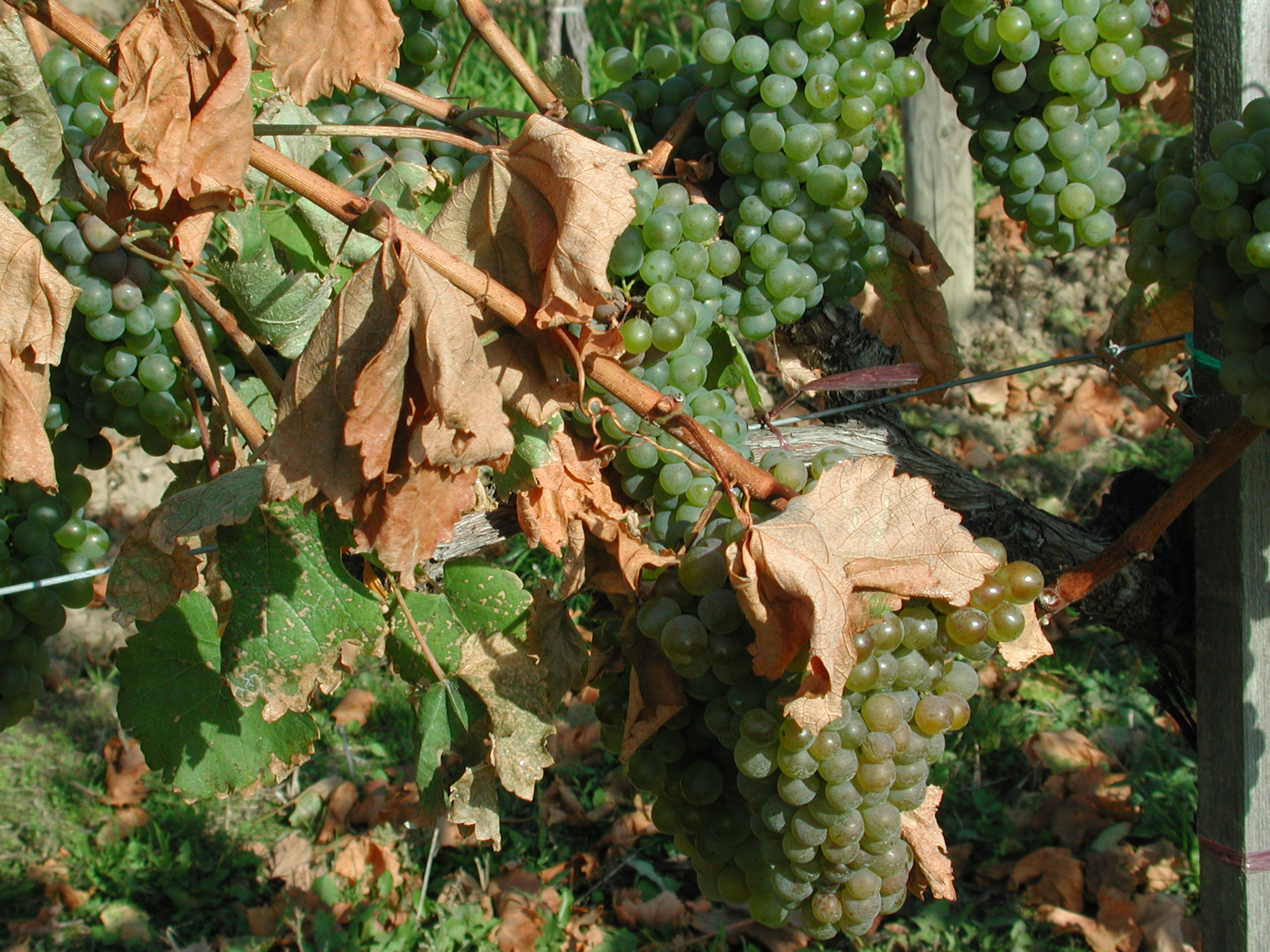
霜にあたり枯れたブドウの葉
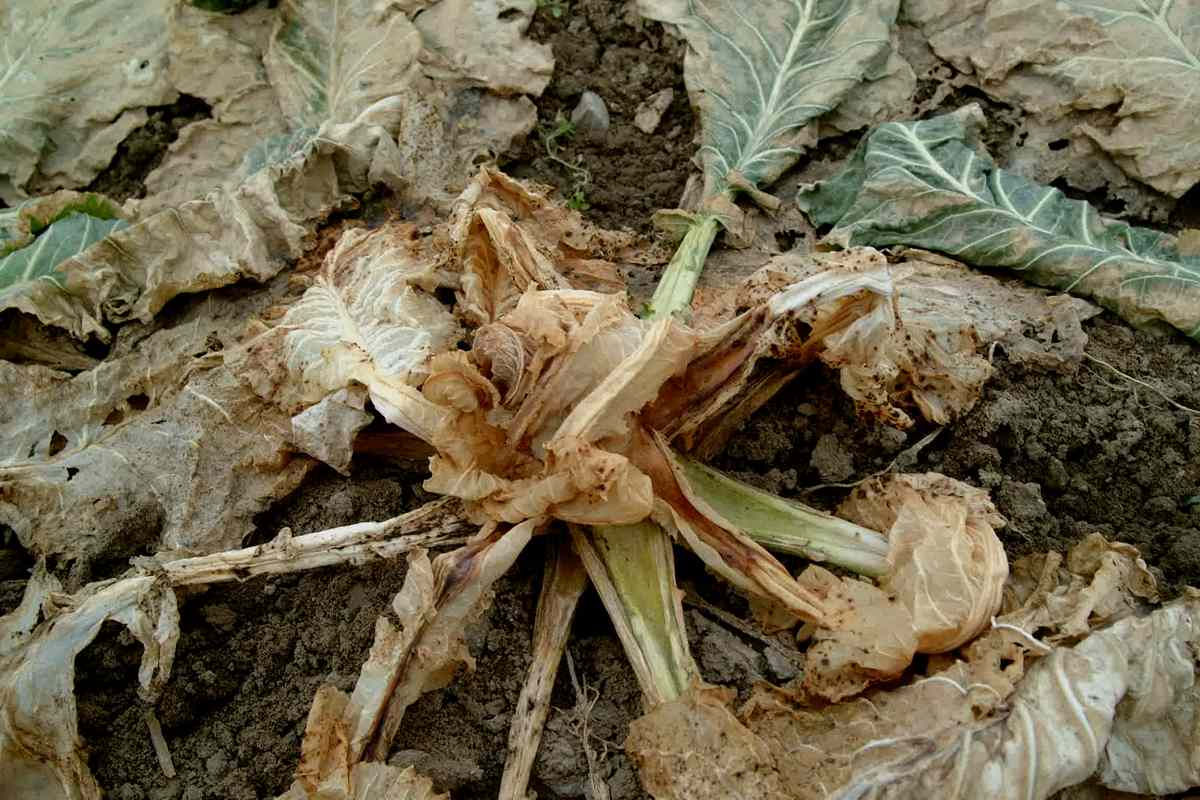
凍霜害を受けたカリフラワーの葉
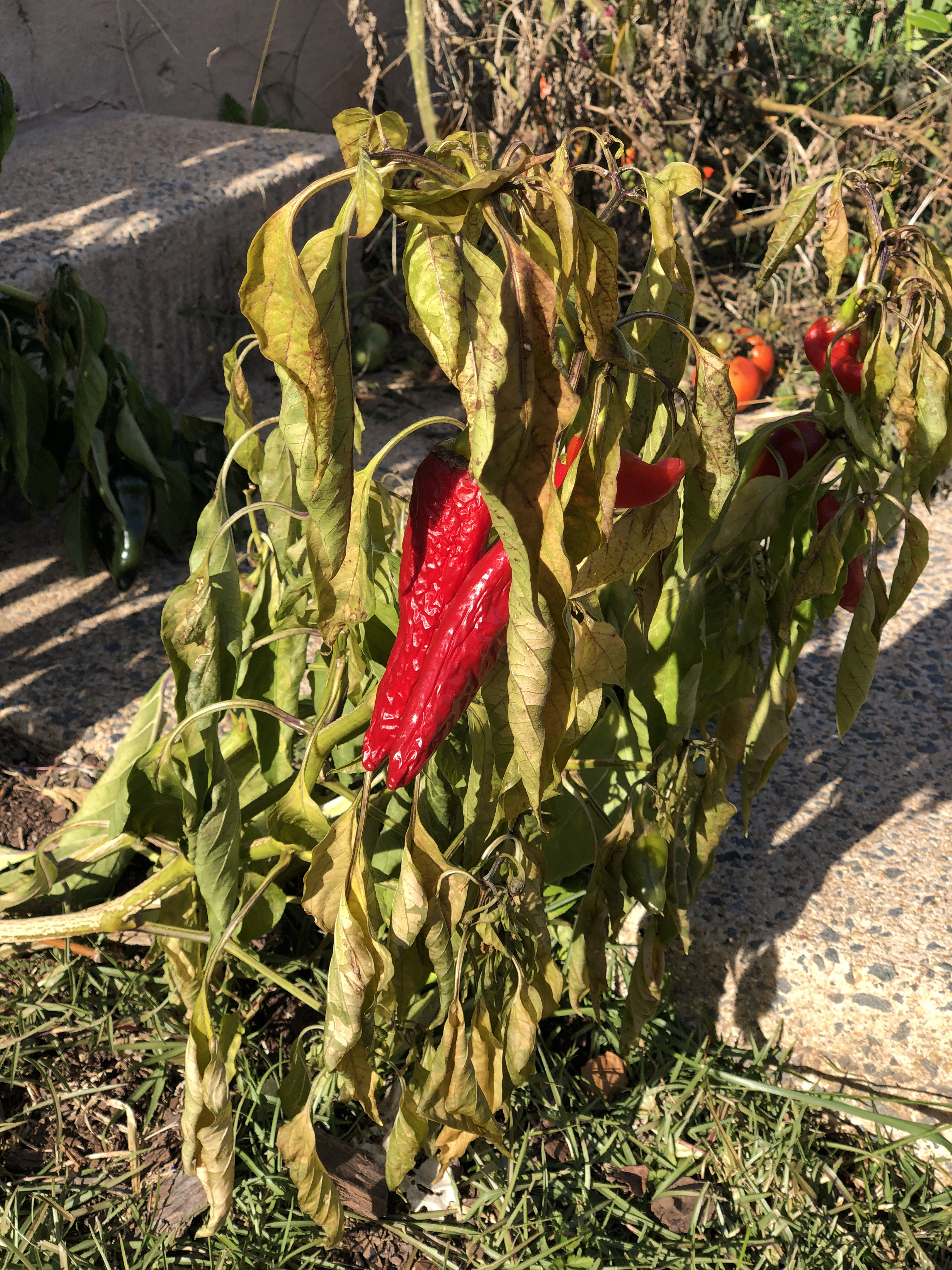
凍霜害を受けたトウガラシ
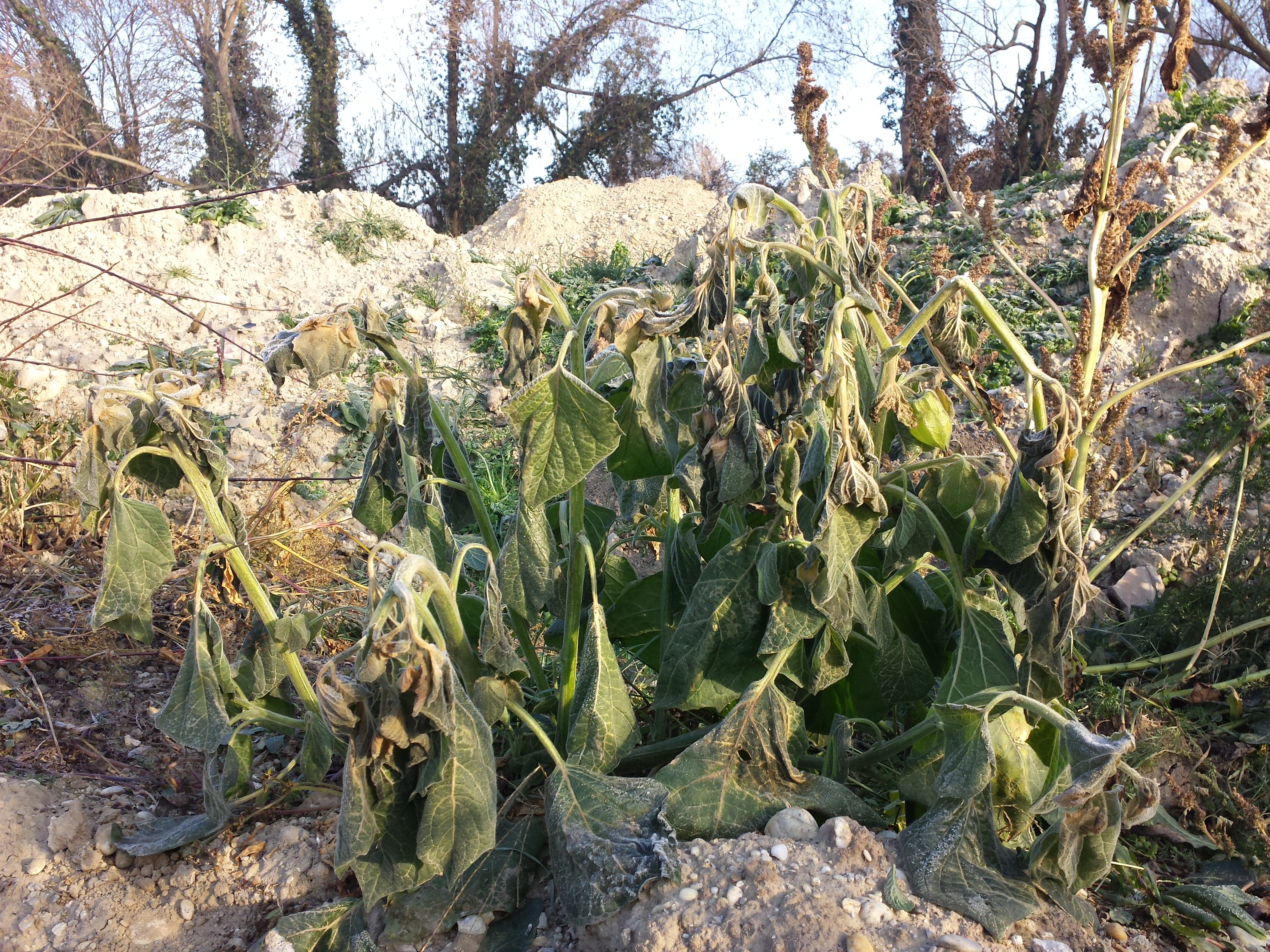
凍霜害を受けたブドウホオズキ
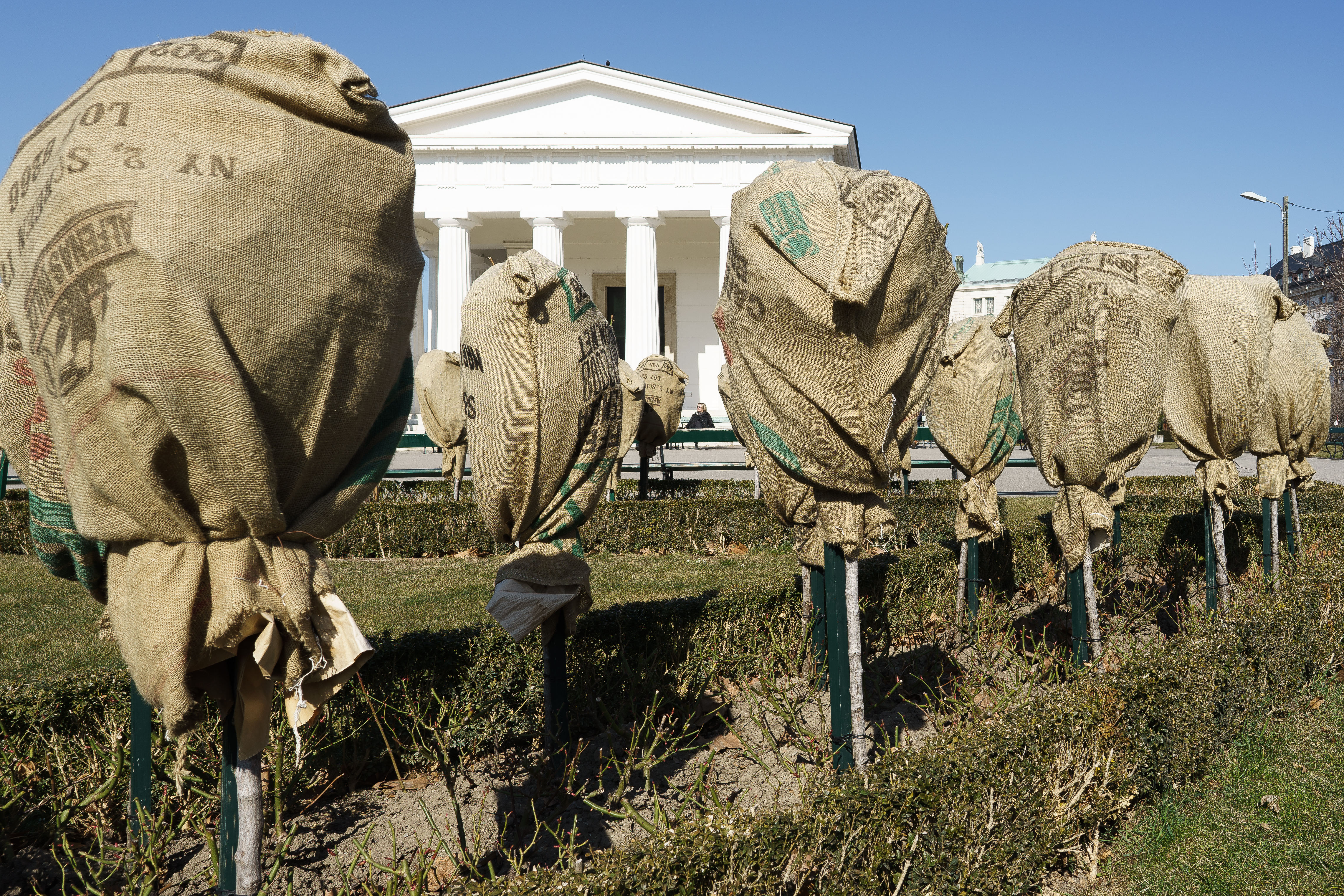
観賞植物の防寒（霜よけ）覆い: ウィーン・フォルクスガルテンのバラ
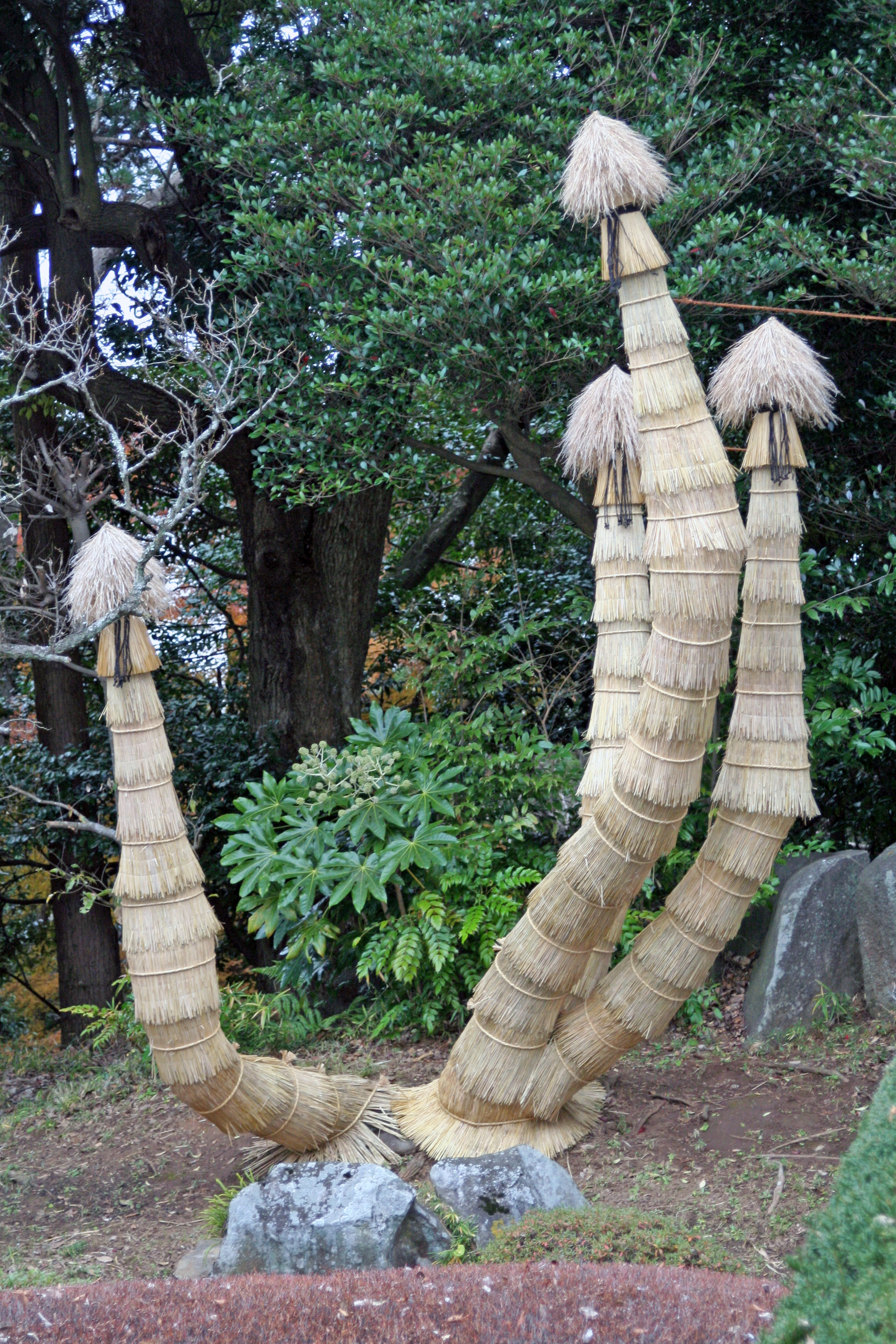
防寒のためこも囲いがされたソテツ
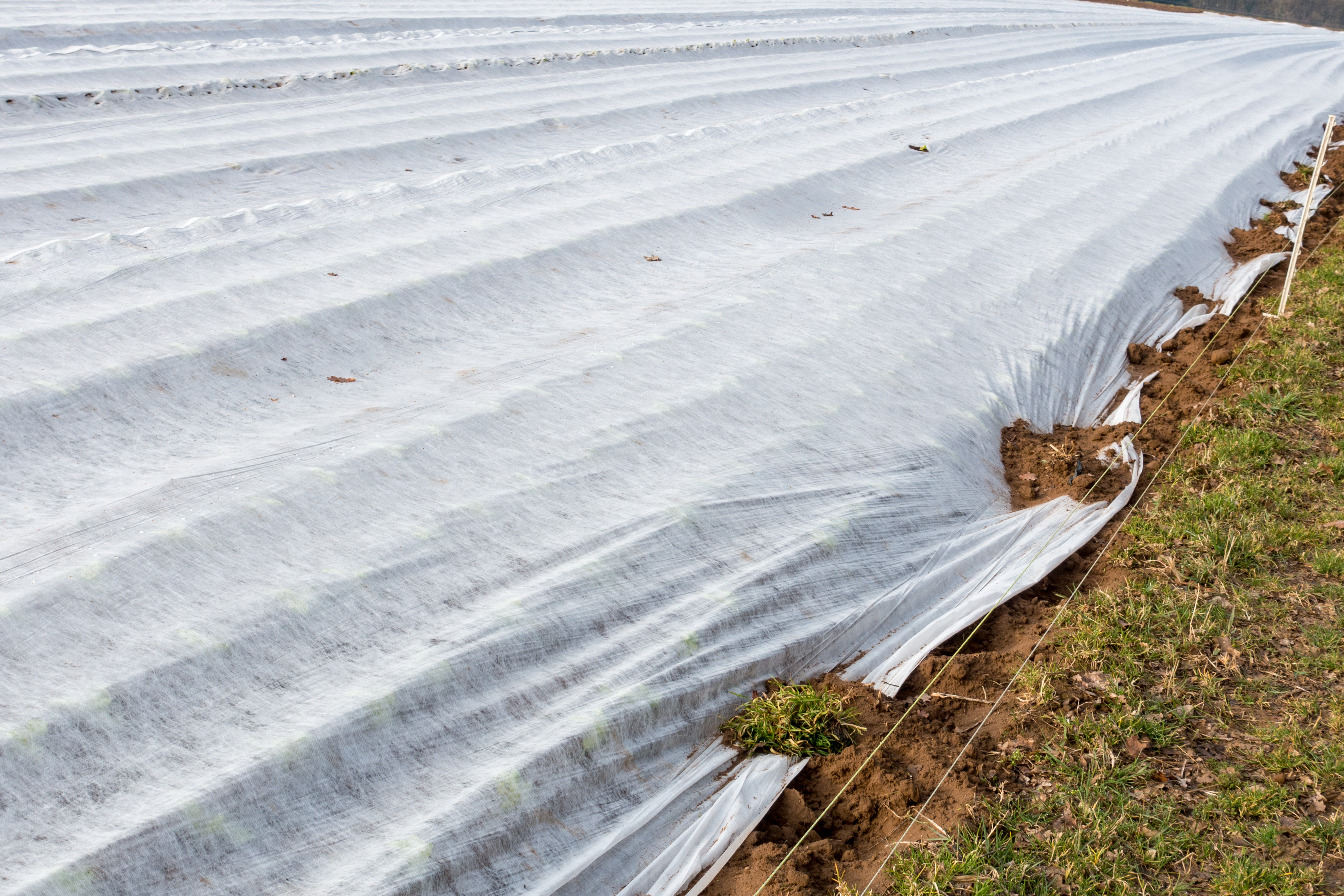
防寒のためシートで覆われたレタスの苗床
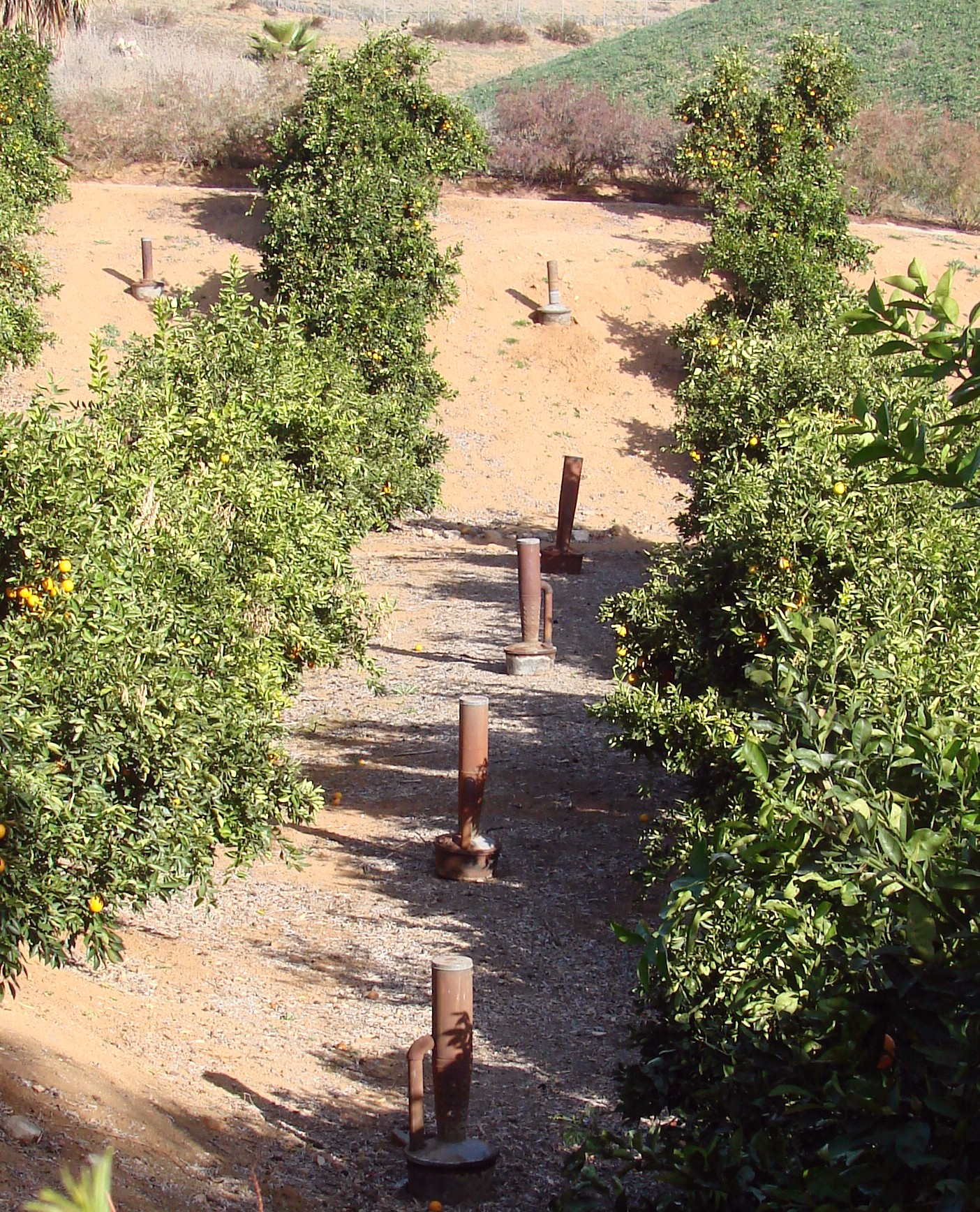
オレンジの果樹園に設置された屋外ヒーター(smudge pots)
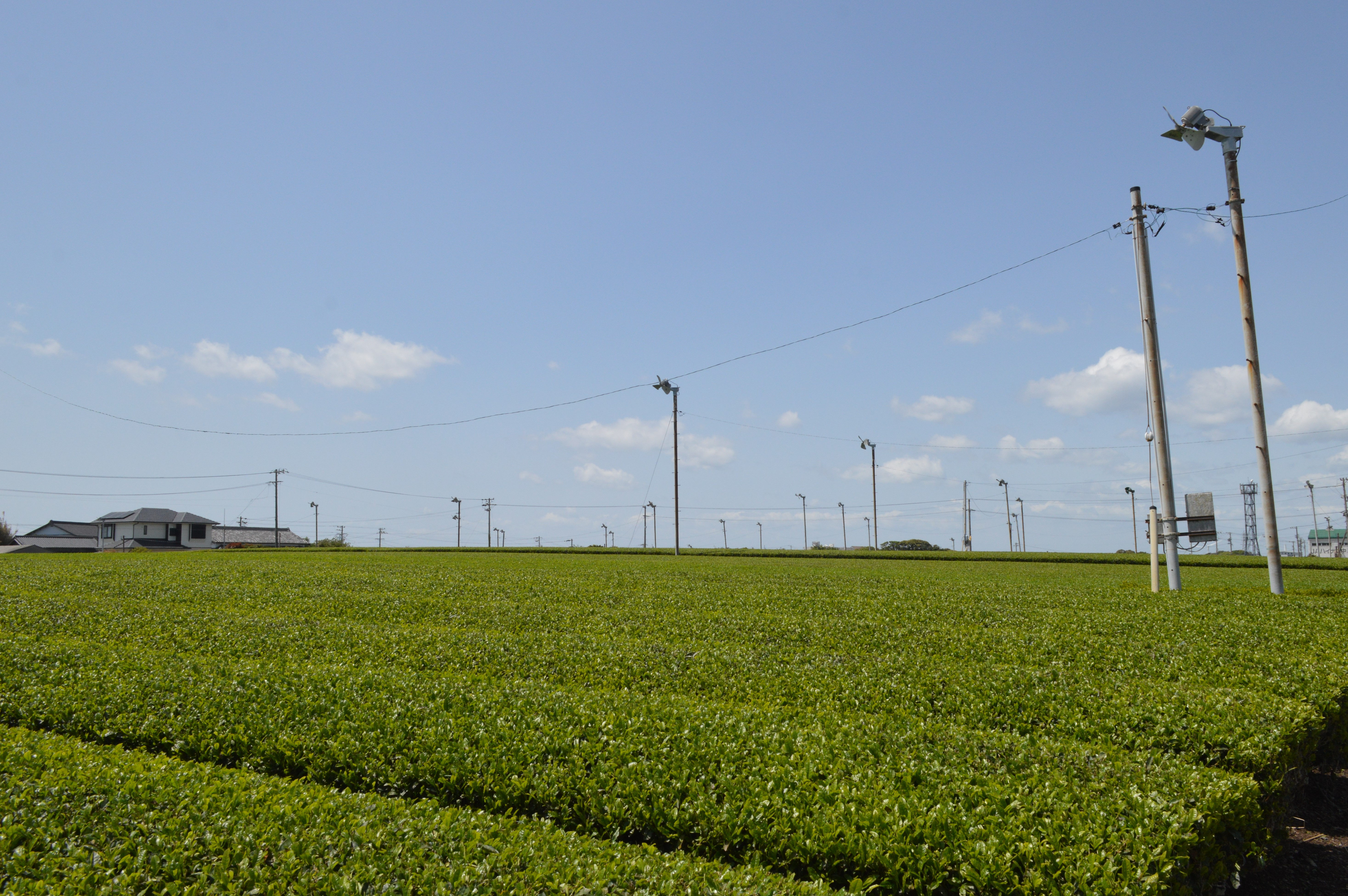
茶畑の防霜ファン
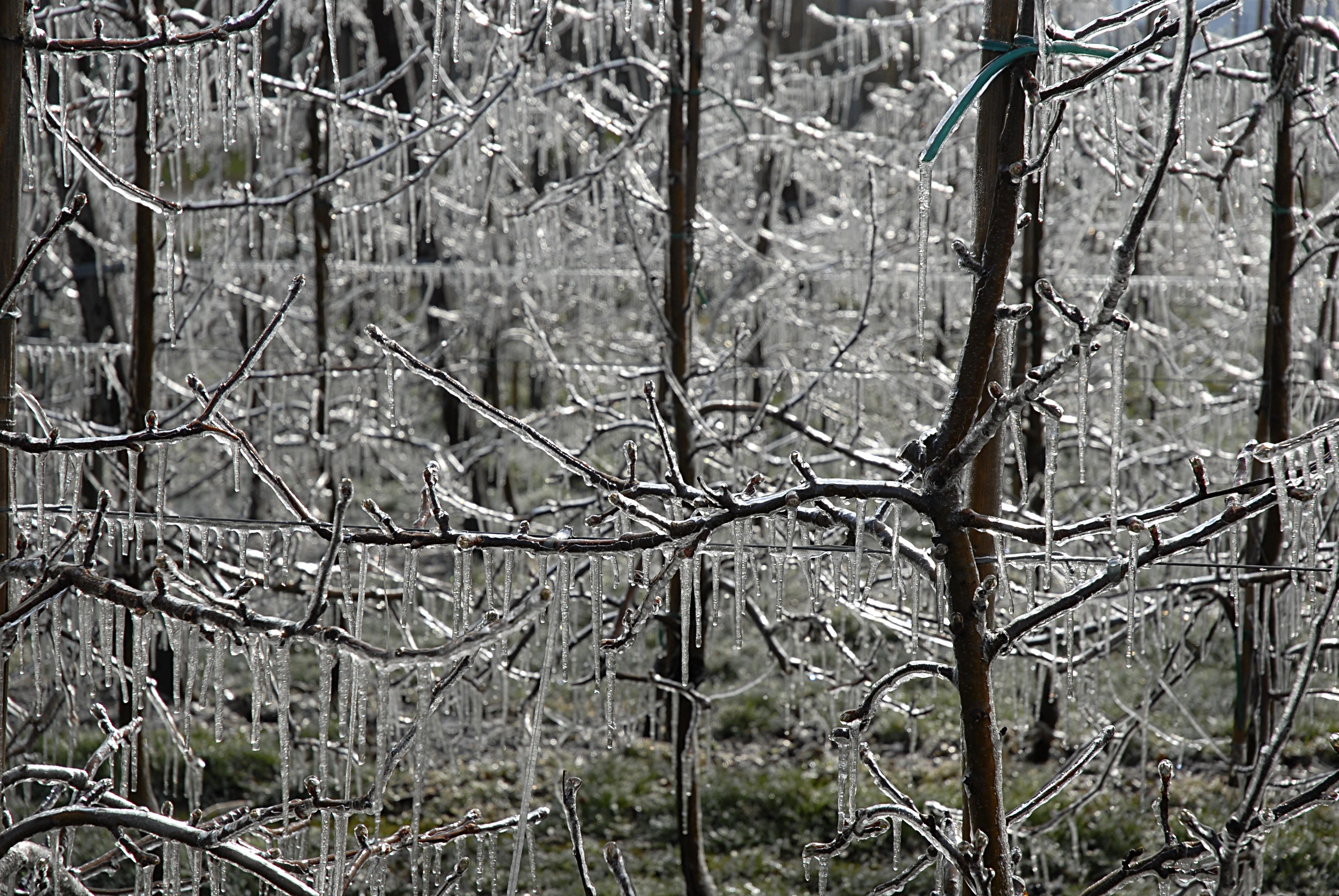
散水氷結法により氷に覆われた果樹園のリンゴの枝
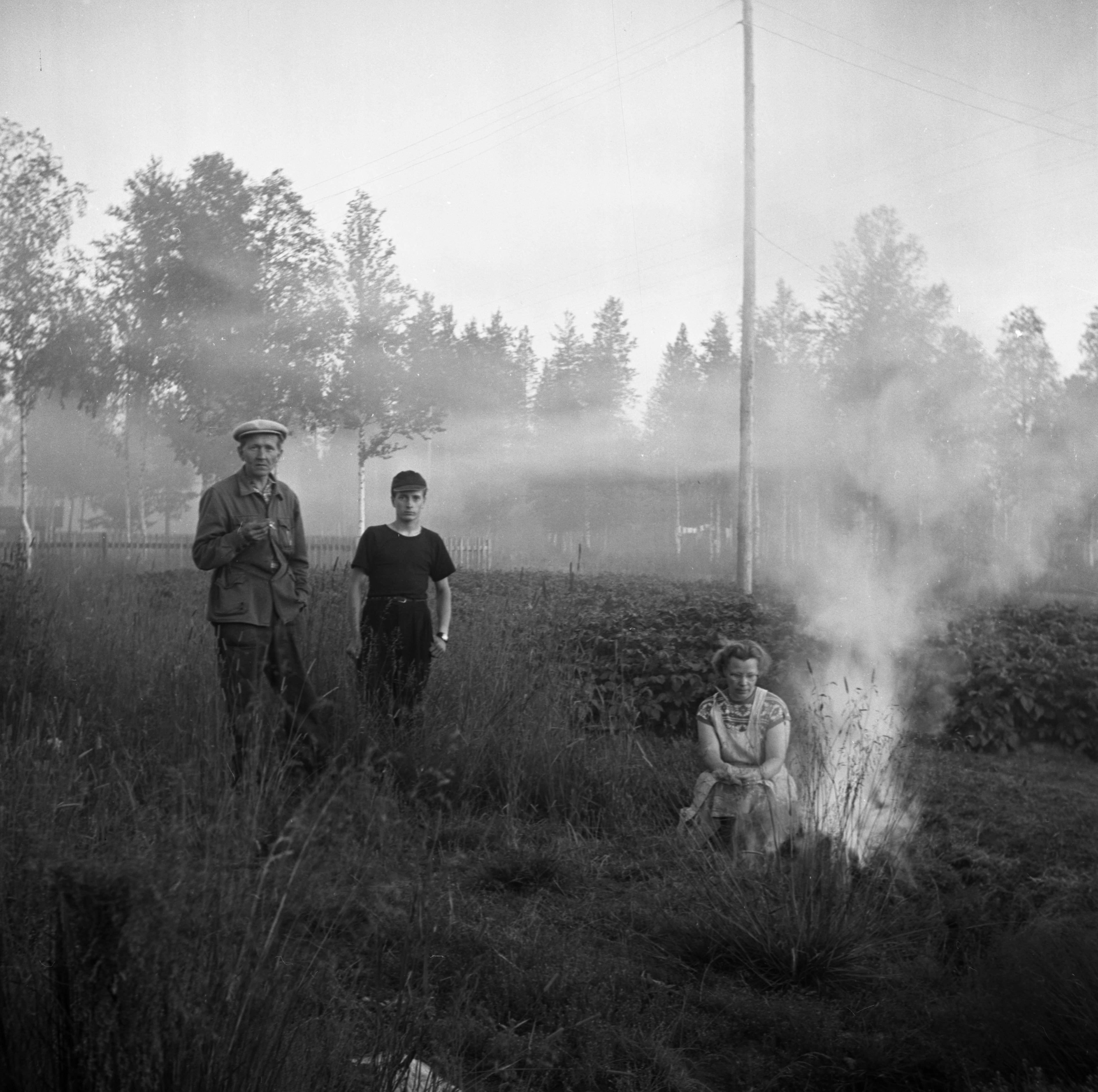
燻煙法、1956年フィンランドのジャガイモ畑にて

## 自動車ガラスの霜
自動車のフロントガラスなどの霜は視界を不透明にして、安全な走行の妨げとなることがある。付いた霜を除去する方法としてスクレイパー（へら）やアルコールを含んだ解氷剤の使用があり、熱湯をかけるとガラスが膨張の差で割れたり再凍結を起こす恐れがあるため適切ではないとされる。また、予め撥水剤でコーティングしておくと氷が除去しやすくなり、カバーをかけておくと霜の付着予防となる。
エンジンの熱を利用した熱風を吹きかけるデフロスター、運転前に事前に車のエアコンで温める方法もある。

## 冷蔵庫の霜
冷却方式によっては通常使用でも、冷蔵庫は露出している冷却器の周辺に、冷凍庫は庫内の壁に広く霜が付着する。厚くなれば冷却能力が低下するため、定期的に霜取りをする必要がある。これは直冷式の機種の特徴で、もうひとつの主要冷却方式であるファン式の機種では、冷却器は内蔵のため内部で霜取りを行っており、通常は霜取りが不要である。ただこの機種でも、ドアの開け閉めが多い、外気の湿度や温度が高いなどの使用環境や、ドアパッキンの異常などにより霜が付くことがある。直冷式は、日本の主要メーカーの例では、小容量で冷凍室と冷蔵室が分離していないワンドアタイプの冷蔵庫や一部の業務用冷凍庫で採用されている。

## 言葉
日本語では、霜が発生することを「霜が降りる（おりる）」「霜が降る（ふる）」と表現することがある。「霜」という言葉は冬の季語である。また二十四節気のひとつに霜降（そうこう）（10月23日ごろ）があり、旧暦11月は霜月（しもつき）の異名をとる。古典的表現では「しも-ふる（降）」は「霜降」に読みを充てたのが起源と考えられ、そのほかに日本古来の表現として「しも-おく（置）」の表現があって、この2つは『万葉集』にもみられる。時代が下って近世後期には「しも-おる（下）」が使われるようになり、現代の「霜が降りる」へとつながる。
霜の文学的あるいは口語的表現として、まだらに降りた霜をはだれ霜、一面に降りた霜をたたみ霜、霜が降りそうな無風の夜を「霜凪」、霜が降りた朝以降の晴天や好天を「霜晴れ」「霜日和」、霜が降り傷んだ草木の様子を「霜傷み」「霜荒れ」「霜枯れ」「冬枯れ」「霜焦げ」「霜割れ」などと表す。「霜焼け」（しもやけ）は寒さで皮膚が赤く痒みをもつような状態を指すが、草木の様子を表す表現でもある。
英語ではfrostと呼ぶ。frostは大気中の凍結現象である霜のほかに、permafrost（永久凍土）、frost heaving（凍上）など土壌中の凍結も指す。

## 文化・習俗
ジェド・マロース(ロシア語:Дед Мороз, ブルガリア語:Дядо Мраз, ポーランド語:Dziadek Mrózなど)は、ファーザー・フロストと表記されることもあるが、スラヴの神話・民間信仰にルーツをもつ寒さあるいは霜の精霊。ロシアでは正月にソリに乗ってやってきてプレゼントを配ってまわるとされ、聖ニコラオス、ファーザー・クリスマス、サンタクロースに類似した伝説・伝承上の人物。
モロースコ（Морозко）はロシアの民間伝承における霜の悪霊。冬のモミの森に隠れ、指を鳴らしたり木々を飛び移ったりして、木を傷つけ引き裂いたりするという。これがもとになったロシア民話（邦題は『寒の太郎』など）もある。
イギリスの民間伝承におけるジャックフロスト(英語:Jack Frost)も霜や寒さを擬人化したもので、窓にできる羽根のような模様の霜はジャックフロストの仕業だといわれてきた。霜の巨人（ヨツン）は北欧神話における怪物のひとつである。
ロシアのマリ人の民間伝承にもポクシェム・クバ（霜の老女）、ポクシェム・クグザ（霜の老人）という精霊がいる。クグザは朝、クバは夕方から夜に現れ、その土地を霜で凍らせ作物に被害をもたらすといわれる。
日本の霜害のある地域では、霜除けの習俗や信仰行事が行われてきたところがある。例えば浜松市天竜区春野町杉の気田子や居寄などの谷底集落では、毎年八十八夜の晩に「霜日待」と呼ばれる講を行う。茶の豊作を祈願することから「茶日待」とも呼ばれ、現在は4月下旬ごろ行われている。
熊本県阿蘇市役犬原の霜神社（霜宮神社）で行われる「火焚神事」は地域で知られた行事で、かつては旧暦7月7日から9月9日まで、現在は新暦8月19日から10月16日までの59日間に亘り行われる。この間火焚所（火焚殿）に箱に納めた神体が移され、その下で薪に火を点して神座・神体を焙乾、火焚き乙女と呼ばれる少女が昼夜薪をくべ続ける役目を担う。氏子は、神札を貰いお礼に薪を奉納する。阿蘇ではほかの集落にも氏神である神社に泊まり一晩火を焚き続ける行事があった。この信仰行事は空気を動かす為に火を焚くという即物的な習俗がもとになったと考えられ、夜に枝や葉を焚く霜の対策は日本各地で慣習的にみられた。

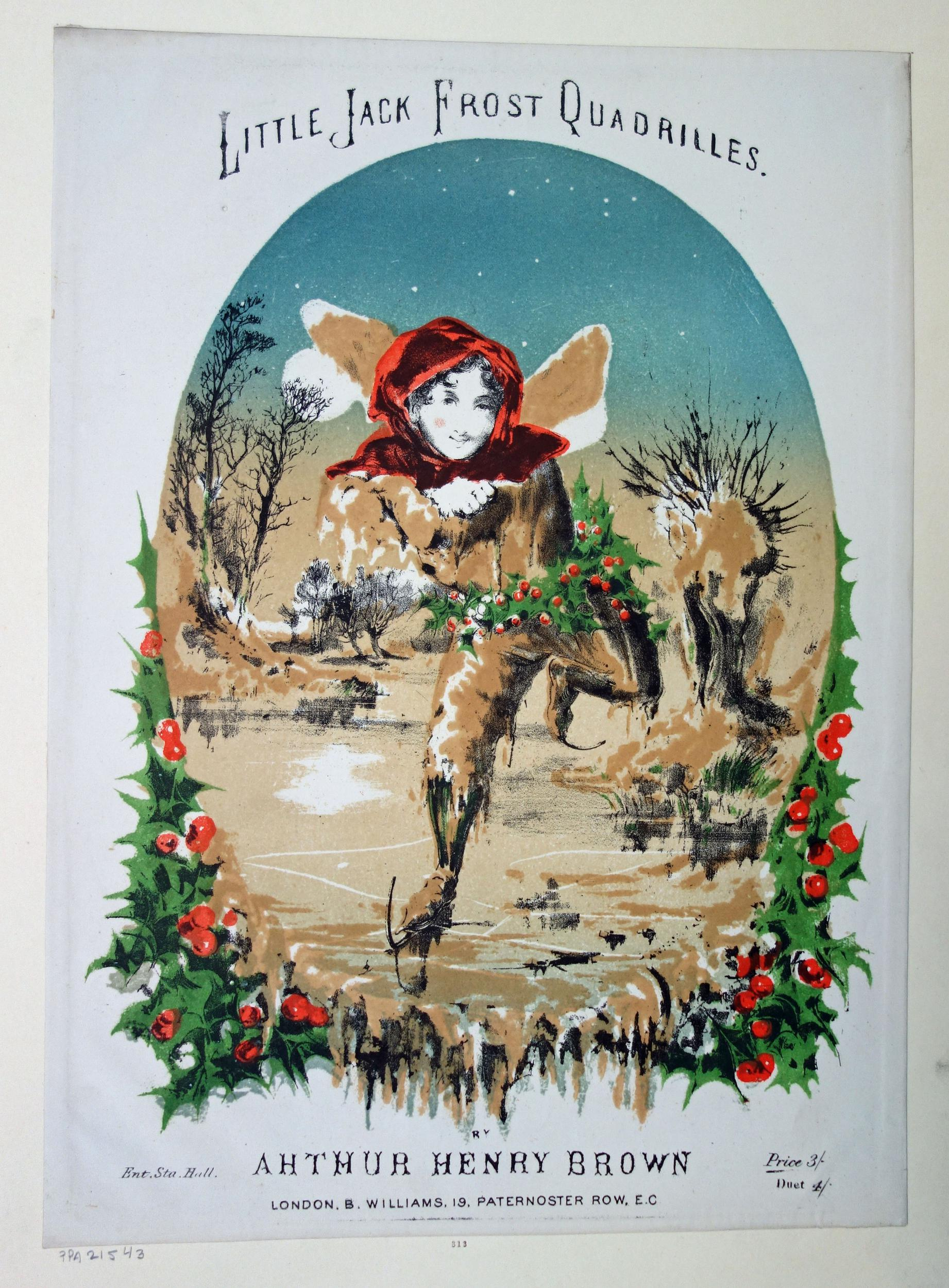
楽譜の装丁に描かれたジャックフロスト/19世紀半ば
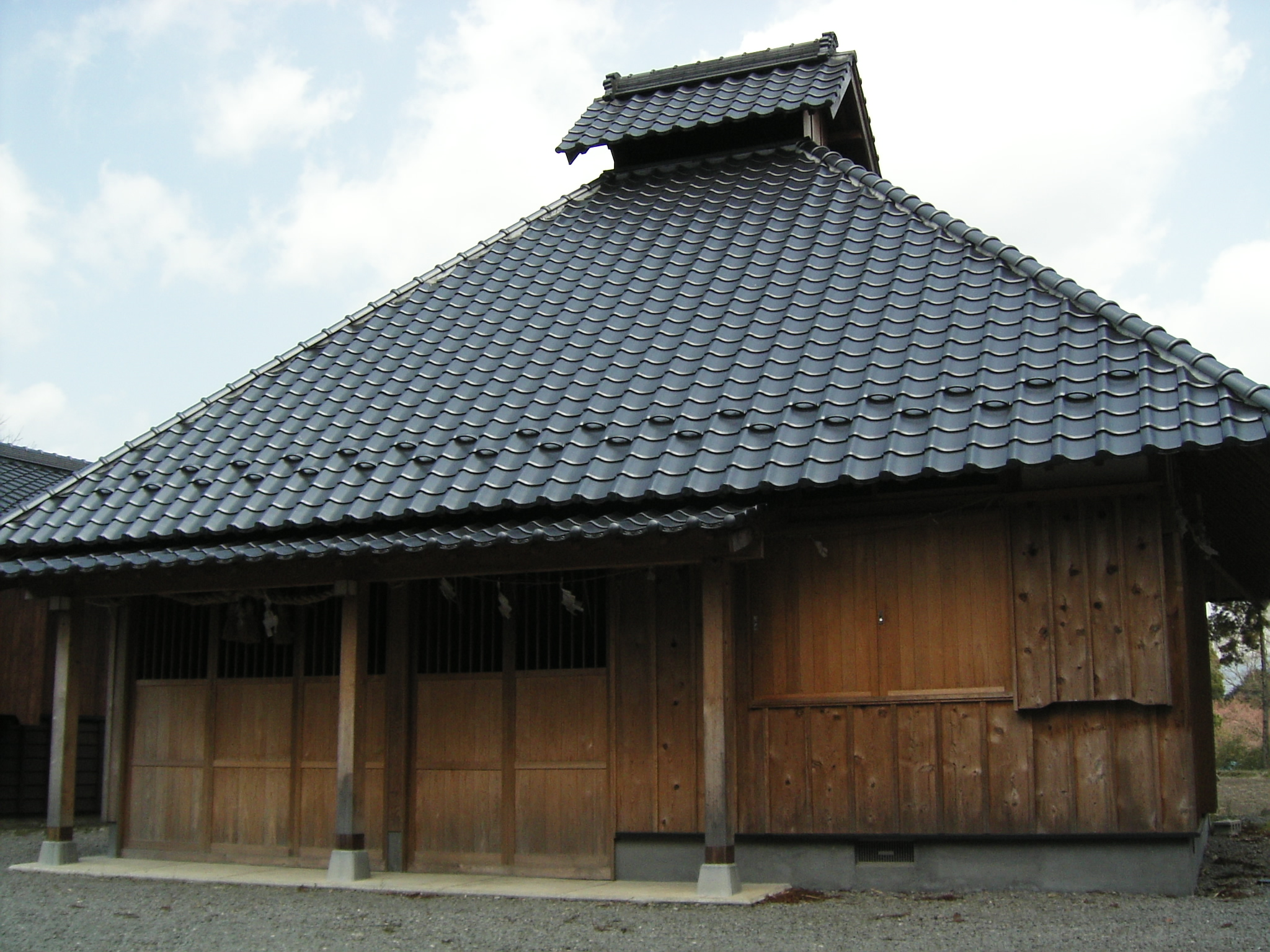
霜神社の火焚殿
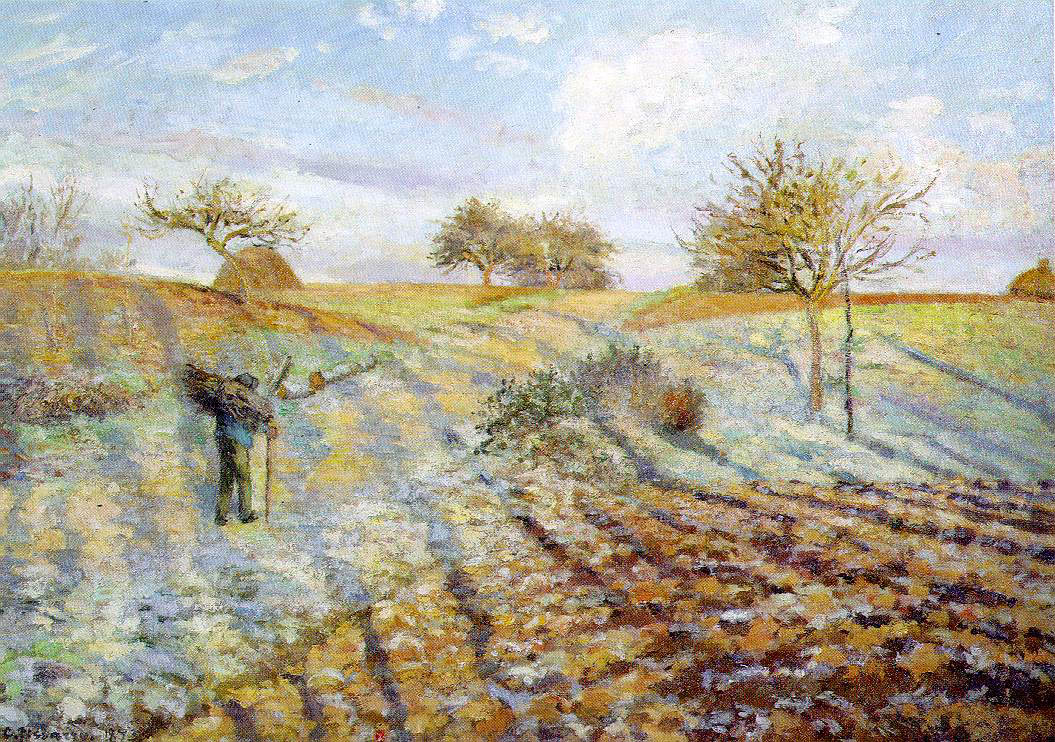
『白い霜』
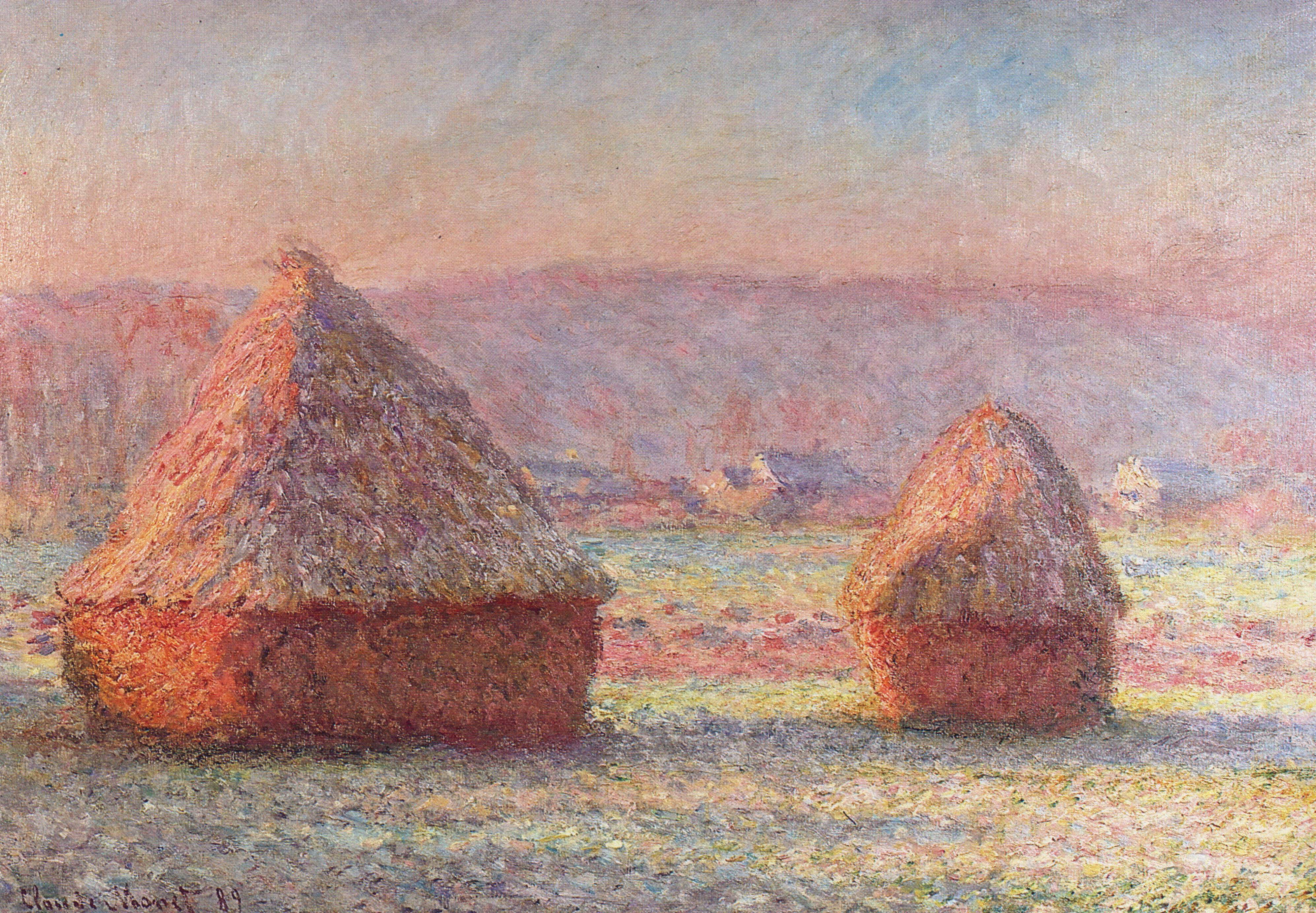
『積みわら、白い霜の効果』